# RSC Anderlecht in het seizoen 2013/14
RSC Anderlecht begon als titelverdediger aan het seizoen 2013/14. Het team van trainer John van den Brom mocht deelnemen aan de Jupiler Pro League, supercup, beker en Champions League.
Voor aanvang van het seizoen 2013/14 kondigde het bestuur van Anderlecht aan dat het een overgangsjaar zou worden. Na twee landstitels op rij nam de club in de zomer van 2013 afscheid van grote namen als Lucas Biglia, Dieumerci Mbokani, Tom De Sutter en Milan Jovanović en besloot het bestuur in te zetten op de jeugd. Om dat te onderstrepen trok Anderlecht onder meer de Servische jongeren Aleksandar Mitrović en Luka Milivojević aan, samen goed voor zo’n 8 miljoen euro.
Maar de nieuwe aanpak van Anderlecht resulteerde niet in goede resultaten. Coach John van den Brom, die volgens manager Herman Van Holsbeeck door zijn verleden bij de jeugd van Ajax de geschikte man was om het verjongde Anderlecht te leiden, startte de competitie met vier nederlagen in tien wedstrijden. Daarnaast zag hij in oktober 2013 ook gewezen Gouden Schoen Matías Suárez uitvallen voor de rest van het seizoen.
In de UEFA Champions League probeerde Anderlecht ondanks het verdwijnen van veel ervaring beslag te leggen op de derde plaats, maar paars-wit maakte nooit echt kans op Europees overwinteren. Anderlecht startte de Europese campagne met drie pijnlijke nederlagen. Vooral de confrontatie met het Paris Saint-Germain van topspits Zlatan Ibrahimović draaide uit op een afslachting. In het Astridpark werd het 0-5 voor PSG en kreeg Ibrahimović een staande ovatie van het thuispubliek. Enkele weken later ging paars-wit wel verrassend gelijkspelen in Parijs; Anderlecht veroverde zo zijn eerste en enige punt op het kampioenenbal.
Na de Europese teleurstelling en de vroege uitschakeling in de beker – paars-wit werd in de 1/8 finale uit het toernooi gewipt door tweedeklasser KVC Westerlo – zette Anderlecht ondanks het aangekondigde overgangsjaar alles in op een derde opeenvolgende landstitel. Tijdens de winterstop probeerde Van Holsbeeck onder meer Michy Batshuayi, Steven Defour en Gouden Schoen Thorgan Hazard aan te trekken, maar tot grote ergernis van heel wat supporters belandde geen van hen in het Astridpark. Vooral de lange transfersoap rond Hazard, die zelf had aangegeven naar Anderlecht te willen gaan, liep af met een sisser.
Hoewel Van den Brom zich ook na de winterstop met Anderlecht makkelijk in de top zes van het klassement wist te handhaven – paars-wit won onder meer de toppers tegen KRC Genk en Club Brugge – lag de Nederlander vanaf januari 2014 bijna wekelijks onder vuur. Journalisten en supporters ergerden zich vooral aan het geleverde spel van zijn team en het feit dat hij voortdurend van opstelling wisselde. Toen Anderlecht op 8 maart 2014 met 0-1 verloor van Oud-Heverlee Leuven kwam er een einde aan de lijdensweg van Van den Brom. Het bestuur zette hem aan de deur en schoof assistent-coach Besnik Hasi naar voor als zijn opvolger.
Hasi won op de slotdag van de reguliere competitie met 4-0 van KV Oostende, maar kreeg dan in play-off I meteen twee loodzware duels voorgeschoteld. Anderlecht verloor eerst met het kleinste verschil van leider Standard Luik, maar een week later overtuigend van Club Brugge: 3-0. Desondanks leek Anderlecht niet meer mee te doen om de titel. Een scoreloos gelijkspel tegen Zulte Waregem, gevolgd door een pijnlijke 0-1 nederlaag tegen Genk zorgden ervoor dat Anderlecht op de vierde plaats bleef hangen. Maar nadien begon Anderlecht - dat onder Hasi steevast met een 4-4-2 speelde en wel een type-elftal vond - aan een opmerkelijke opmars. Paars-wit won in de terugronde van de play-offs elk duel, terwijl de favorieten punten bleven morsen. Op de laatste speeldag werd Anderlecht voor het derde jaar op rij kampioen na een 3-1 zege tegen Lokeren.

## Spelerskern
| Nr.           | Naam                 | Nationaliteit    | Geboortedatum | Vorige club                   |
| ------------- | -------------------- | ---------------- | ------------- | ----------------------------- |
| Keepers       |                      |                  |               |                               |
| 1             | Silvio Proto         | België           | 23-05-1983    | 1999-2005 La Louvière         |
| 13            | Thomas Kaminski      | België           | 23-10-1992    | 2011-2012 Oud-Heverlee Leuven |
| 26            | Mulopo Kudimbana     | België           | 21-01-1987    | 2012-2014 KV Oostende         |
| 33            | Davy Roef            | België           | 06-02-1994    | /                             |
| Verdedigers   |                      |                  |               |                               |
| 2             | Fabrice N'Sakala     | Frankrijk        | 21-07-1990    | 2008-2013 Troyes AC           |
| 3             | Olivier Deschacht    | België           | 16-02-1981    | /                             |
| 14            | Bram Nuytinck        | Nederland        | 04-05-1990    | 2009-2012 N.E.C.              |
| 16            | Cheikhou Kouyaté     | Senegal          | 21-12-1989    | 2008-2009 KV Kortrijk         |
| 22            | Chancel Mbemba       | Congo-Kinshasa   | 08-08-1994    | /                             |
| 30            | Guillaume Gillet     | België           | 09-03-1984    | 2006-2008 AA Gent             |
| 39            | Anthony Vanden Borre | België           | 24-10-1987    | 2011-2012 KRC Genk            |
| Middenvelders |                      |                  |               |                               |
| 6             | Demy de Zeeuw        | Nederland        | 26-05-1983    | 2011-2012 Spartak Moskou      |
| 8             | Luka Milivojević     | Servië           | 07-04-1991    | 2012-2013 Rode Ster Belgrado  |
| 10            | Dennis Praet         | België           | 14-05-1994    | /                             |
| 12            | Andy Najar           | Honduras         | 16-03-1993    | 2010-2012 D.C. United         |
| 17            | Massimo Bruno        | België           | 17-11-1993    | 2010-2011 Sporting Charleroi  |
| 19            | Sacha Kljestan       | Verenigde Staten | 09-09-1985    | 2006-2010 Chivas USA          |
| 31            | Youri Tielemans      | België           | 07-05-1997    | /                             |
| 32            | Leander Dendoncker   | België           | 25-04-1995    | /                             |
| 70            | Ronald Vargas        | Venezuela        | 02-12-1986    | 2008-2011 Club Brugge         |
| Aanvallers    |                      |                  |               |                               |
| 9             | Matías Suárez        | Argentinië       | 09-05-1988    | 2005-2008 Belgrano            |
| 11            | David Pollet         | België           | 12-08-1988    | 2013-2014 Sporting Charleroi  |
| 15            | Gohi Bi Zoro Cyriac  | Ivoorkust        | 05-08-1990    | 2008-2012 Standard Luik       |
| 18            | Frank Acheampong     | Ghana            | 16-10-1993    | 2011-2012 Buriram United      |
| 36            | Oswal Álvarez        | Colombia         | 11-06-1995    | 2011-2012 Academia FC         |
| 38            | Andy Kawaya          | België           | 23-08-1996    | /                             |
| 45            | Aleksandar Mitrović  | Servië           | 16-09-1994    | 2012-2013 FK Partizan         |

- = Aanvoerder
- = Blessure

### Technische staf
|                 |                          |               |                                      |
| Functie         | Naam                     | Nationaliteit | Opmerking                            |
| Coach           | John van den Brom (foto) | Nederland     | Ontslagen op 9 maart 2014.           |
| Assistent-coach | Besnik Hasi              | Albanië       | Hoofdcoach vanaf 10 maart 2014.      |
| Assistent-coach | Geert Emmerechts         | België        |                                      |
| Videoanalist    | Bart Meert               | België        | Assistent-coach vanaf 10 maart 2014. |
| Keeperstrainer  | Max de Jong              | Nederland     |                                      |
| Team manager    | Gunther Van Handenhoven  | België        |                                      |
| Dokter          | Peter Wieme              | België        |                                      |

## Resultaten
Een overzicht van de competities waaraan Anderlecht in het seizoen 2013-2014 deelnam.
| Seizoen 2013/14    | Seizoen 2013/14 | Seizoen 2013/14                          |
| Competitie         | Resultaat       | Uitgeschakeld door / Tegenstander(s)     |
| ------------------ | --------------- | ---------------------------------------- |
| Jupiler Pro League | Kampioen        |                                          |
| Beker van België   | 1/8 finale      | KVC Westerlo                             |
| Supercup           | Winnaar         | KRC Genk                                 |
| Champions League   | Groepsfase      | Paris Saint-Germain, Olympiakos, Benfica |

## Uitrustingen
Shirtsponsor(s): BNP Paribas Fortis

Sportmerk: adidas
| Thuis | Uit | Doelman | Doelman | Doelman | Training |  |

## Transfers

### Zomer
| Naam                  | Nationaliteit  | Van/naar              | Type         |
| --------------------- | -------------- | --------------------- | ------------ |
| Inkomend              |                |                       |              |
| Frank Acheampong      | Ghana          | Buriram United        | Gekocht      |
| Leander Dendoncker    | België         | RSC Anderlecht        | Eigen jeugd  |
| Andy Kawaya           | België         | RSC Anderlecht        | Eigen jeugd  |
| Luka Milivojević      | Servië         | Rode Ster Belgrado    | Gekocht      |
| Aleksandar Mitrović   | Servië         | FK Partizan           | Gekocht      |
| Fabrice N'Sakala      | Frankrijk      | Troyes                | Gekocht      |
| Fede Vico             | Spanje         | Córdoba CF            | Gekocht      |
| Uitgaand              |                |                       |              |
| Mohammed Aoulad       | België         | Sint-Truidense VV     | Verkocht     |
| Samuel Armenteros     | Zweden         | Feyenoord             | Uitgeleend   |
| Ziguy Badibanga       | België         | Ergotelis             | Transfervrij |
| Lucas Biglia          | Argentinië     | Lazio Roma            | Verkocht     |
| Fernando Canesin      | Brazilië       | KV Oostende           | Uitgeleend   |
| Pablo Chavarría       | Argentinië     | RC Lens               | Verkocht     |
| Tom De Sutter         | België         | Club Brugge           | Verkocht     |
| Christophe Diandy     | Senegal        | RAEC Mons             | Verkocht     |
| Jordan Garcia-Calvete | België         | De Graafschap         | Transfervrij |
| Bruno Godeau          | België         | SV Zulte Waregem      | Verkocht     |
| Michaël Heylen        | België         | KV Kortrijk           | Uitgeleend   |
| Oleksandr Jakovenko   | Oekraïne       | Fiorentina            | Transfervrij |
| Milan Jovanović       | Servië         |                       | Transfervrij |
| Roland Juhasz         | Hongarije      | Videoton FC           | Transfervrij |
| Junior Kabananga      | Congo-Kinshasa | Cercle Brugge         | Transfervrij |
| Nathan Kabasele       | België         | De Graafschap         | Uitgeleend   |
| Jordan Lukaku         | België         | KV Oostende           | Uitgeleend   |
| Lukáš Mareček         | Tsjechië       | Sparta Praag          | Verkocht     |
| Dieumerci Mbokani     | Congo-Kinshasa | Dinamo Kiev           | Verkocht     |
| Guillermo Molins      | Zweden         | Malmö FF              | Verkocht     |
| Denis Odoi            | België         | KSC Lokeren           | Verkocht     |
| Behrang Safari        | Zweden         | FC Basel              | Verkocht     |
| René Sterckx          | België         | Waasland-Beveren      | Verkocht     |
| Mehdi Tarfi           | België         | SV Zulte Waregem      | Uitgeleend   |
| Bryan Verboom         | België         | SV Zulte Waregem      | Verkocht     |
| Jonathan Vervoort     | België         | Sporting Charleroi    | Verkocht     |
| Dalibor Veselinović   | Servië         | Waasland-Beveren      | Uitgeleend   |
| Marcin Wasilewski     | Polen          | Leicester City        | Transfervrij |
| Bigen Yala-Lusala     | België         | UR La Louvière Centre | Transfervrij |
| David Henen           | België         | AS Monaco             | Uitgeleend   |

### Winter
| Naam             | Nationaliteit | Van/naar           | Type       |
| ---------------- | ------------- | ------------------ | ---------- |
| Inkomend         |               |                    |            |
| David Pollet     | België        | Sporting Charleroi | Gekocht    |
| Mulopo Kudimbana | België        | KV Oostende        | Geleend    |
| Uitgaand         |               |                    |            |
| Fede Vico        | Spanje        | KV Oostende        | Uitgeleend |

## Oefenwedstrijden
Hieronder een overzicht van de oefenwedstrijden die Anderlecht in de aanloop naar en tijdens het seizoen 2013/14 speelde.
| Datum      | Thuis/Uit | Tegenstander          | Score | Doelpuntenmaker(s) Anderlecht                         |
| ---------- | --------- | --------------------- | ----- | ----------------------------------------------------- |
| 28-06-2013 | Uit       | KSV Roeselare (II)    | 1-2   | Jaadi, Cyriac                                         |
| 29-06-2013 | Uit       | Knokke FC (P.I)       | 0-6   | Armenteros (2), Cyriac, Alvarez, Deschacht, De Sutter |
| 02-07-2013 | Uit       | WK Emmen (III)        | 0-4   | Armenteros, Alvarez (2), Jaadi                        |
| 04-07-2013 | Uit       | MVV Alcides (IV)      | 1-2   | Bruno, Chavarría                                      |
| 08-07-2013 | Uit       | RFC de Liège (IV)     | 1-5   | Cyriac, Dendoncker, Bruno (2), De Sutter              |
| 09-07-2013 | Uit       | Wallonia Walhain (IV) | 0-5   | Alvarez, Cyriac, Armenteros, De Sutter (2)            |
| 17-07-2013 | Uit       | Hamburger SV          | 3-1   | Kljestan                                              |
| 23-07-2013 | Uit       | FC Metz (II)          | 1-1   | Armenteros                                            |
| 31-07-2013 | Uit       | KSV Oudenaarde (III)  | 1-1   | Jaadi                                                 |
| 07-08-2013 | Uit       | Olympiakos            | 1-0   |                                                       |
| 14-11-2013 | Thuis     | NAC Breda             | 2-4   | Vargas, Mbemba                                        |
| 10-01-2014 | Uit       | VfL Wolfsburg         | 3-2   | Mitrovic, Cyriac                                      |
| 04-02-2014 | Thuis     | Eendracht Aalst (II)  | 4-0   | Acheampong, Vargas (3)                                |

## Belgische Supercup

### Wedstrijd
| Supercup                                                   |                |         |          | |         |
| Wedstrijddetails                                           | Thuisploeg     | Uitslag | Uitploeg | Opstelling | Kaarten |
| Finale                                                     |                |         |          | |         |
| 21 juli 2013 16:00 Constant Vanden Stockstadion Anderlecht | RSC Anderlecht | 1-0     | KRC Genk | Proto Gillet, Kouyaté, Nuytinck, Deschacht Kljestan, De Zeeuw, Praet (81' Dendoncker) Bruno, Cyriac (90' Armenteros), Suarez (87' Lukaku) |         |
| 21 juli 2013 16:00 Constant Vanden Stockstadion Anderlecht | 45+1' Bruno    | 1-0     |          | Proto Gillet, Kouyaté, Nuytinck, Deschacht Kljestan, De Zeeuw, Praet (81' Dendoncker) Bruno, Cyriac (90' Armenteros), Suarez (87' Lukaku) |         |

### Digest
|                             |                |       |          |                                                                                                  |
| 21 juli 2013 16:00 Supercup | RSC Anderlecht | 1 – 0 | KRC Genk | Constant Vanden Stockstadion, Anderlecht Toeschouwers: 18.000 Scheidsrechter: Joeri Van de Velde |
| 21 juli 2013 16:00 Supercup | Bruno 45+1'    |       |          | Constant Vanden Stockstadion, Anderlecht Toeschouwers: 18.000 Scheidsrechter: Joeri Van de Velde |

| Anderlecht | Genk |

| RSC Anderlecht:   |    |                     |     |
|                   |    |                     |     |
| GK                | 1  | Silvio Proto        |     |
| RB                | 30 | Guillaume Gillet    |     |
| CB                | 16 | Cheikhou Kouyaté    |     |
| CB                | 14 | Bram Nuytinck       |     |
| LB                | 3  | Olivier Deschacht   |     |
| CM                | 6  | Demy de Zeeuw       |     |
| CM                | 19 | Sacha Kljestan      |     |
| AM                | 10 | Dennis Praet        | 81' |
| RW                | 17 | Massimo Bruno       |     |
| CF                | 15 | Gohi Bi Zoro Cyriac | 90' |
| LW                | 9  | Matías Suárez       | 87' |
| Wisselspelers:    |    |                     |     |
| MF                | 7  | Samuel Armenteros   | 90' |
| GK                | 13 | Thomas Kaminski     |     |
| FW                | 18 | Frank Acheampong    |     |
| DF                | 22 | Chancel Mbemba      |     |
| MF                | 31 | Youri Tielemans     |     |
| MF                | 32 | Leander Dendoncker  | 81' |
| MF                | 37 | Jordan Lukaku       | 87' |
| Coach:            |    |                     |     |
| John van den Brom |    |                     |     |

| Genk:          |    |                     |     |
|                |    |                     |     |
| GK             | 26 | László Köteles      |     |
| RB             | 16 | Anele Ngcongca      | 85' |
| CB             | 2  | Kara Mbodj          |     |
| CB             | 5  | Kalidou Koulibaly   |     |
| LB             | 3  | Derrick Tshimanga   |     |
| RM             | 19 | Thomas Buffel       |     |
| CM             | 7  | Khaleem Hyland      | 75' |
| CM             | 10 | Julien Gorius       |     |
| LM             | 35 | Anthony Limbombe    | 66' |
| CF             | 9  | Jelle Vossen        |     |
| CF             | 23 | Benjamin De Ceulaer | 88' |
| Wisselspelers: |    |                     |     |
| FW             | 6  | Kim Ojo             | 66' |
| DF             | 11 | Brian Hamalainen    |     |
| DF             | 17 | Jeroen Simaeys      |     |
| GK             | 22 | Kristof Van Hout    |     |
| MF             | 37 | Jordy Croux         | 85' |
| MF             | 39 | Pieter Gerkens      |     |
| MF             | 45 | Bennard Kumordzi    | 75' |
| Coach:         |    |                     |     |
| Mario Been     |    |                     |     |

## Jupiler Pro League

### Wedstrijden
| Wedstrijddetails                                                | Thuisploeg                                                      | Uitslag                     | Uitploeg                                    | Opstelling | Kaarten                                                              |
| --------------------------------------------------------------- | --------------------------------------------------------------- | --------------------------- | ------------------------------------------- | --- | -------------------------------------------------------------------- |
| Heenronde                                                       |                                                                 |                             |                                             | |                                                                      |
| 28 juli 2013 18:00 Constant Vanden Stockstadion Anderlecht      | RSC Anderlecht                                                  | 2-3                         | KSC Lokeren                                 | Proto Gillet, Mbemba, Nuytinck, Deschacht De Zeeuw (69' Acheampong), Kljestan (26' Tielemans), Praet Bruno, Cyriac (46' Armenteros), Suarez              |                                                                      |
| 28 juli 2013 18:00 Constant Vanden Stockstadion Anderlecht      | 56' Bruno 75' Gillet                                            | 0-1 1-1 1-2 1-3 2-3         | 20' Vanaken 64' Vanaken 71' Remacle         | Proto Gillet, Mbemba, Nuytinck, Deschacht De Zeeuw (69' Acheampong), Kljestan (26' Tielemans), Praet Bruno, Cyriac (46' Armenteros), Suarez              |                                                                      |
| 2 augustus 2013 20:30 Jan Breydelstadion Brugge                 | Cercle Brugge                                                   | 0-4                         | RSC Anderlecht                              | Proto Gillet, Mbemba, Nuytinck, Deschacht Tielemans, Kljestan, Praet (66' Milivojevic) Bruno (77' Najar), Cyriac (66' Lukaku), Suarez                    |                                                                      |
| 2 augustus 2013 20:30 Jan Breydelstadion Brugge                 |                                                                 | 0-1 0-2 0-3 0-4             | 7' Deschacht 41' Suarez 51' Bruno 57' Bruno | Proto Gillet, Mbemba, Nuytinck, Deschacht Tielemans, Kljestan, Praet (66' Milivojevic) Bruno (77' Najar), Cyriac (66' Lukaku), Suarez                    |                                                                      |
| 11 augustus 2013 18:00 Constant Vanden Stockstadion Anderlecht  | RSC Anderlecht                                                  | 4-1                         | AA Gent                                     | Proto Gillet, Kouyaté, Nuytinck, Deschacht Kljestan, Milivojevic, Praet (83' De Zeeuw) Bruno (83' Cyriac), Armenteros (68' Acheampong), Suarez           | 45' Kouyaté                                                          |
| 11 augustus 2013 18:00 Constant Vanden Stockstadion Anderlecht  | 31' Kljestan 34' Praet 49' Bruno 79' Acheampong                 | 1-0 2-0 3-0 4-0 4-1         | 90+2' Pedersen                              | Proto Gillet, Kouyaté, Nuytinck, Deschacht Kljestan, Milivojevic, Praet (83' De Zeeuw) Bruno (83' Cyriac), Armenteros (68' Acheampong), Suarez           | 45' Kouyaté                                                          |
| 18 augustus 2013 18:00 Freethiel Beveren                        | Waasland-Beveren                                                | 0-3                         | RSC Anderlecht                              | Proto Gillet, Kouyaté, Nuytinck, Deschacht Milivojevic (46' Tielemans), Kljestan, Praet (46' De Zeeuw) Bruno, Suarez, Acheampong (87' Lukaku)            |                                                                      |
| 18 augustus 2013 18:00 Freethiel Beveren                        |                                                                 | 0-1 0-2 0-3                 | 74' Kljestan 82' Acheampong 90+2' Gillet    | Proto Gillet, Kouyaté, Nuytinck, Deschacht Milivojevic (46' Tielemans), Kljestan, Praet (46' De Zeeuw) Bruno, Suarez, Acheampong (87' Lukaku)            |                                                                      |
| 25 augustus 2013 18:00 Constant Vanden Stockstadion Anderlecht  | RSC Anderlecht                                                  | 5-2                         | Sporting Charleroi                          | Proto Gillet, Kouyaté (80' Mbemba), Nuytinck, Deschacht Milivojevic, Kljestan, Praet Bruno, Suarez (79' Cyriac), Acheampong (79' Najar)                  |                                                                      |
| 25 augustus 2013 18:00 Constant Vanden Stockstadion Anderlecht  | 20' Suarez 31' Suarez 47' Suarez 56' Nuytinck 75' Bruno         | 1-0 1-1 2-1 3-1 3-2 4-2 5-2 | 27' Daf 54' Pollet                          | Proto Gillet, Kouyaté (80' Mbemba), Nuytinck, Deschacht Milivojevic, Kljestan, Praet Bruno, Suarez (79' Cyriac), Acheampong (79' Najar)                  |                                                                      |
| 1 september 2013 18:00 Regenboogstadion Waregem                 | Zulte Waregem                                                   | 4-3                         | RSC Anderlecht                              | Proto Gillet, Kouyaté, Nuytinck, Deschacht Milivojevic, Kljestan, Praet (57' Mbemba) Bruno (46' Mitrovic), Suarez, Acheampong (65' De Zeeuw)             | 22' Deschacht 45+2' Suarez 51' Kouyaté 81' Milivojevic 89' Deschacht |
| 1 september 2013 18:00 Regenboogstadion Waregem                 | 33' Hazard 54' Skúlason 74' D'Haene 90+1' Berrier               | 0-1 1-1 2-1 2-2 3-2 3-3 4-3 | 18' Kljestan 59' Suarez 78' De Zeeuw        | Proto Gillet, Kouyaté, Nuytinck, Deschacht Milivojevic, Kljestan, Praet (57' Mbemba) Bruno (46' Mitrovic), Suarez, Acheampong (65' De Zeeuw)             | 22' Deschacht 45+2' Suarez 51' Kouyaté 81' Milivojevic 89' Deschacht |
| 14 september 2013 18:00 Constant Vanden Stockstadion Anderlecht | RSC Anderlecht                                                  | 5-0                         | KV Mechelen                                 | Kaminski Gillet, Kouyaté, Mbemba, N'Sakala Bruno, Kljestan, Milivojevic (67' De Zeeuw), Acheampong Suarez (82' Cyriac), Mitrovic (71' Praet)             | 30' Milivojevic 76' N'Sakala                                         |
| 14 september 2013 18:00 Constant Vanden Stockstadion Anderlecht | 3' Mitrovic 19' Kljestan 39' Mitrovic 42' Suarez 90' Acheampong | 1-0 2-0 3-0 4-0 5-0         |                                             | Kaminski Gillet, Kouyaté, Mbemba, N'Sakala Bruno, Kljestan, Milivojevic (67' De Zeeuw), Acheampong Suarez (82' Cyriac), Mitrovic (71' Praet)             | 30' Milivojevic 76' N'Sakala                                         |
| 22 september 2013 14:30 Jan Breydelstadion Brugge               | Club Brugge                                                     | 4-0                         | RSC Anderlecht                              | Proto Gillet, Kouyaté, Mbemba, N'Sakala Bruno (71' Cyriac), Milivojevic (46' Praet), Kljestan, Acheampong Suarez, Mitrovic (66' Tielemans)               | 31' Milivojevic 51' Acheampong Mitrovic                              |
| 22 september 2013 14:30 Jan Breydelstadion Brugge               | 32' Simons 59' Lestienne 76' Lestienne 88' Fatai                | 1-0 2-0 3-0 4-0             |                                             | Proto Gillet, Kouyaté, Mbemba, N'Sakala Bruno (71' Cyriac), Milivojevic (46' Praet), Kljestan, Acheampong Suarez, Mitrovic (66' Tielemans)               | 31' Milivojevic 51' Acheampong Mitrovic                              |
| 29 september 2013 14:30 Constant Vanden Stockstadion Anderlecht | RSC Anderlecht                                                  | 2-0                         | Lierse SK                                   | Proto Gillet, Kouyaté, Mbemba, N'Sakala Kljestan, Tielemans, Praet Bruno, Suarez (78' Cyriac), Acheampong (87' Milivojevic)                              | 62' Gillet                                                           |
| 29 september 2013 14:30 Constant Vanden Stockstadion Anderlecht | 66' Gillet 85' Praet                                            | 1-0 2-0                     |                                             | Proto Gillet, Kouyaté, Mbemba, N'Sakala Kljestan, Tielemans, Praet Bruno, Suarez (78' Cyriac), Acheampong (87' Milivojevic)                              | 62' Gillet                                                           |
| 5 oktober 2013 14:30 Constant Vanden Stockstadion Anderlecht    | RSC Anderlecht                                                  | 0-1                         | KV Kortrijk                                 | Kaminski Gillet, Kouyaté, Nuytinck (72' Mbemba), N'Sakala Tielemans, Kljestan (72' De Zeeuw), Praet Bruno, Cyriac, Suarez (46' Acheampong)               |                                                                      |
| 5 oktober 2013 14:30 Constant Vanden Stockstadion Anderlecht    |                                                                 | 0-1                         | 45+2' Santini                               | Kaminski Gillet, Kouyaté, Nuytinck (72' Mbemba), N'Sakala Tielemans, Kljestan (72' De Zeeuw), Praet Bruno, Cyriac, Suarez (46' Acheampong)               |                                                                      |
| 19 oktober 2013 20:00 Stade Charles Tondreau Bergen             | RAEC Mons                                                       | 0-2                         | RSC Anderlecht                              | Kaminski Mbemba, Kouyaté, Nuytinck, N'Sakala Tielemans, Milivojevic, Praet Bruno (71' Acheampong), Mitrovic, Suarez                                      | 38' Kouyaté 77' Milivojevic                                          |
| 19 oktober 2013 20:00 Stade Charles Tondreau Bergen             |                                                                 | 0-1 0-2                     | 30' Mitrovic 45+1' Mbemba                   | Kaminski Mbemba, Kouyaté, Nuytinck, N'Sakala Tielemans, Milivojevic, Praet Bruno (71' Acheampong), Mitrovic, Suarez                                      | 38' Kouyaté 77' Milivojevic                                          |
| 27 oktober 2013 18:00 Constant Vanden Stockstadion Anderlecht   | RSC Anderlecht                                                  | 1-1                         | Standard Luik                               | Kaminski Gillet (54' Vanden Borre), Kouyaté, Mbemba, Deschacht (70' Bruno) Acheampong, Kljestan, Milivojevic, N'Sakala Cyriac (79' Praet), Mitrovic      |                                                                      |
| 27 oktober 2013 18:00 Constant Vanden Stockstadion Anderlecht   | 1' Kljestan                                                     | 1-0 1-1                     | 37' Ezekiel                                 | Kaminski Gillet (54' Vanden Borre), Kouyaté, Mbemba, Deschacht (70' Bruno) Acheampong, Kljestan, Milivojevic, N'Sakala Cyriac (79' Praet), Mitrovic      |                                                                      |
| 30 oktober 2013 20:30 Albertparkstadion Oostende                | KV Oostende                                                     | 0-3                         | RSC Anderlecht                              | Kaminski Vanden Borre, Kouyaté, Mbemba, Deschacht Milivojevic, Kljestan, De Zeeuw Acheampong (70' Bruno), Mitrovic (90' Tielemans), N'Sakala             | 69' Mitrovic 79' N'Sakala                                            |
| 30 oktober 2013 20:30 Albertparkstadion Oostende                |                                                                 | 0-1 0-2 0-3                 | 45+2' Mitrovic 72' Mbemba 74' Kljestan      | Kaminski Vanden Borre, Kouyaté, Mbemba, Deschacht Milivojevic, Kljestan, De Zeeuw Acheampong (70' Bruno), Mitrovic (90' Tielemans), N'Sakala             | 69' Mitrovic 79' N'Sakala                                            |
| 2 november 2013 18:00 Constant Vanden Stockstadion Anderlecht   | RSC Anderlecht                                                  | 3-1                         | Oud-Heverlee Leuven                         | Kaminski Vanden Borre, Kouyaté, Mbemba, Deschacht Milivojevic, Kljestan (67' Tielemans), De Zeeuw (75' Praet) Bruno, Mitrovic, N'Sakala (86' Acheampong) | 64' Vanden Borre 90+1' Vanden Borre                                  |
| 2 november 2013 18:00 Constant Vanden Stockstadion Anderlecht   | 44' Kljestan 45' Mitrovic 82' Mitrovic                          | 1-0 2-0 2-1 3-1             | 70' Messoudi                                | Kaminski Vanden Borre, Kouyaté, Mbemba, Deschacht Milivojevic, Kljestan (67' Tielemans), De Zeeuw (75' Praet) Bruno, Mitrovic, N'Sakala (86' Acheampong) | 64' Vanden Borre 90+1' Vanden Borre                                  |
| 10 november 2013 18:00 Cristal Arena Genk                       | KRC Genk                                                        | 0-1                         | RSC Anderlecht                              | Kaminski Najar, Kouyaté, Mbemba, Tielemans Milivojevic (46' Bruno), Kljestan, De Zeeuw Praet, Mitrovic, Acheampong                                       | 40' Tielemans                                                        |
| 10 november 2013 18:00 Cristal Arena Genk                       |                                                                 | 0-1                         | 79' Mbemba                                  | Kaminski Najar, Kouyaté, Mbemba, Tielemans Milivojevic (46' Bruno), Kljestan, De Zeeuw Praet, Mitrovic, Acheampong                                       | 40' Tielemans                                                        |
| Terugronde                                                      |                                                                 |                             |                                             | |                                                                      |
| 23 november 2013 18:30 Stade du Pays de Charleroi Charleroi     | Sporting Charleroi                                              | 2-1                         | RSC Anderlecht                              | Proto Vanden Borre, Kouyaté, Mbemba, Deschacht Milivojevic (65' Gillet), Kljestan, De Zeeuw (65' Vargas) Bruno, Mitrovic, Praet                          | 17' Milivojevic 48' Praet 52' Mbemba 90+3' Vanden Borre              |
| 23 november 2013 18:30 Stade du Pays de Charleroi Charleroi     | 49' Pollet 59' Kebano                                           | 1-0 2-0 2-1                 | 74' Gillet                                  | Proto Vanden Borre, Kouyaté, Mbemba, Deschacht Milivojevic (65' Gillet), Kljestan, De Zeeuw (65' Vargas) Bruno, Mitrovic, Praet                          | 17' Milivojevic 48' Praet 52' Mbemba 90+3' Vanden Borre              |
| 30 november 2013 20:00 Constant Vanden Stockstadion Anderlecht  | RSC Anderlecht                                                  | 2-1                         | Cercle Brugge                               | Proto Vanden Borre, Kouyaté, Mbemba, N'Sakala Gillet (78' Tielemans), Kljestan, Praet (78' Cyriac) Bruno, Mitrovic, Vargas (69' Acheampong)              | 87' Mitrovic                                                         |
| 30 november 2013 20:00 Constant Vanden Stockstadion Anderlecht  | 30' Bruno 86' Mitrovic                                          | 1-0 1-1 2-1                 | 59' Kabananga                               | Proto Vanden Borre, Kouyaté, Mbemba, N'Sakala Gillet (78' Tielemans), Kljestan, Praet (78' Cyriac) Bruno, Mitrovic, Vargas (69' Acheampong)              | 87' Mitrovic                                                         |
| 7 december 2013 18:00 Constant Vanden Stockstadion Anderlecht   | RSC Anderlecht                                                  | 2-0                         | Waasland-Beveren                            | Proto Vanden Borre, Kouyaté, Mbemba, N'Sakala Gillet, Kljestan (71' Acheampong), Praet (71' Tielemans) Najar, Mitrovic, Bruno (43' Vargas)               |                                                                      |
| 7 december 2013 18:00 Constant Vanden Stockstadion Anderlecht   | 34' Mitrovic 64' Vargas                                         | 1-0 2-0                     |                                             | Proto Vanden Borre, Kouyaté, Mbemba, N'Sakala Gillet, Kljestan (71' Acheampong), Praet (71' Tielemans) Najar, Mitrovic, Bruno (43' Vargas)               |                                                                      |
| 15 december 2013 18:00 Ghelamco Arena Gent                      | AA Gent                                                         | 1-2                         | RSC Anderlecht                              | Proto Vanden Borre, Kouyaté (46' Nuytinck), Mbemba, N'Sakala Gillet, Milivojevic (74' Acheampong), Bruno (90' De Zeeuw) Najar, Mitrovic, Tielemans       | 19' Milivojevic 42' Mbemba 64' N'Sakala                              |
| 15 december 2013 18:00 Ghelamco Arena Gent                      | 25' Kagé                                                        | 1-0 1-1 1-2                 | 60' Bruno 76' Mitrovic                      | Proto Vanden Borre, Kouyaté (46' Nuytinck), Mbemba, N'Sakala Gillet, Milivojevic (74' Acheampong), Bruno (90' De Zeeuw) Najar, Mitrovic, Tielemans       | 19' Milivojevic 42' Mbemba 64' N'Sakala                              |
| 22 december 2013 18:00 Stade Maurice Dufrasne Luik              | Standard Luik                                                   | 1-1                         | RSC Anderlecht                              | Proto Vanden Borre, Kouyaté, Mbemba, N'Sakala Gillet, Tielemans, Bruno Najar, Mitrovic, Praet                                                            | 64' Gillet 90+1' Mitrovic                                            |
| 22 december 2013 18:00 Stade Maurice Dufrasne Luik              | 55' Batshuayi                                                   | 0-1 1-1                     | 19' Praet                                   | Proto Vanden Borre, Kouyaté, Mbemba, N'Sakala Gillet, Tielemans, Bruno Najar, Mitrovic, Praet                                                            | 64' Gillet 90+1' Mitrovic                                            |
| 26 december 2013 18:00 Constant Vanden Stockstadion Anderlecht  | RSC Anderlecht                                                  | 1-0                         | Zulte Waregem                               | Proto Vanden Borre, Kouyaté, Mbemba, N'Sakala Gillet, Tielemans (62' Acheampong), Bruno (73' Milivojevic) Najar, Mitrovic, Praet (87' De Zeeuw)          | 35' Mitrovic 70' Vanden Borre 88' De Zeeuw                           |
| 26 december 2013 18:00 Constant Vanden Stockstadion Anderlecht  | 65' Malanda (own)                                               | 1-0                         |                                             | Proto Vanden Borre, Kouyaté, Mbemba, N'Sakala Gillet, Tielemans (62' Acheampong), Bruno (73' Milivojevic) Najar, Mitrovic, Praet (87' De Zeeuw)          | 35' Mitrovic 70' Vanden Borre 88' De Zeeuw                           |
| 19 januari 2014 14:30 Achter de Kazerne Mechelen                | KV Mechelen                                                     | 2-1                         | RSC Anderlecht                              | Proto (40' Roef) Vanden Borre, Kouyaté, Mbemba, N'Sakala (62' Cyriac) Gillet, Tielemans (46' Kljestan), Bruno Najar, Mitrovic, Praet                     | 74' Praet                                                            |
| 19 januari 2014 14:30 Achter de Kazerne Mechelen                | 31' De Petter 58' Mokulu                                        | 0-1 1-1 2-1                 | 3' Najar                                    | Proto (40' Roef) Vanden Borre, Kouyaté, Mbemba, N'Sakala (62' Cyriac) Gillet, Tielemans (46' Kljestan), Bruno Najar, Mitrovic, Praet                     | 74' Praet                                                            |
| 26 januari 2014 18:00 Constant Vanden Stockstadion Anderlecht   | RSC Anderlecht                                                  | 2-0                         | Club Brugge                                 | Proto Vanden Borre, Kouyaté, Mbemba, Deschacht Bruno, Najar, Gillet, Praet Cyriac, Mitrovic                                                              | 90' De Zeeuw                                                         |
| 26 januari 2014 18:00 Constant Vanden Stockstadion Anderlecht   | 39' Mitrovic 88' N'Sakala                                       | 1-0 2-0                     |                                             | Proto Vanden Borre, Kouyaté, Mbemba, Deschacht Bruno, Najar, Gillet, Praet Cyriac, Mitrovic                                                              | 90' De Zeeuw                                                         |
| 31 januari 2014 20:30 Herman Vanderpoortenstadion Lier          | Lierse SK                                                       | 2-0                         | RSC Anderlecht                              | Kaminski Vanden Borre, Kouyaté, Nuytinck, Deschacht De Zeeuw, Gillet, Praet (46' Vargas) Najar, Mitrovic, Bruno (46' Cyriac)                             | 20' Najar 59' Vargas                                                 |
| 31 januari 2014 20:30 Herman Vanderpoortenstadion Lier          | 24' Diagne 65' Watt                                             | 1-0 2-0                     |                                             | Kaminski Vanden Borre, Kouyaté, Nuytinck, Deschacht De Zeeuw, Gillet, Praet (46' Vargas) Najar, Mitrovic, Bruno (46' Cyriac)                             | 20' Najar 59' Vargas                                                 |
| 8 februari 2014 18:00 Guldensporenstadion Kortrijk              | KV Kortrijk                                                     | 2-2                         | RSC Anderlecht                              | Proto Vanden Borre, Kouyaté, Mbemba, Deschacht (90' Praet) Gillet, Tielemans, Vargas, N'Sakala (65' Bruno) Cyriac, Mitrovic (65' Pollet)                 | 38' Mbemba                                                           |
| 8 februari 2014 18:00 Guldensporenstadion Kortrijk              | 57' Coulibaly 70' De Smet                                       | 1-0 2-0 2-1 2-2             | 77' Cyriac 90+3' Pollet                     | Proto Vanden Borre, Kouyaté, Mbemba, Deschacht (90' Praet) Gillet, Tielemans, Vargas, N'Sakala (65' Bruno) Cyriac, Mitrovic (65' Pollet)                 | 38' Mbemba                                                           |
| 16 februari 2014 18:00 Constant Vanden Stockstadion Anderlecht  | RSC Anderlecht                                                  | 2-0                         | RAEC Mons                                   | Proto Vanden Borre, Kouyaté, Mbemba, Deschacht Gillet, Kljestan, Vargas (76' Mitrovic) Najar (66' Praet), Cyriac (66' Pollet), Bruno                     |                                                                      |
| 16 februari 2014 18:00 Constant Vanden Stockstadion Anderlecht  | 37' Kljestan 49' Vargas                                         | 1-0 2-0                     |                                             | Proto Vanden Borre, Kouyaté, Mbemba, Deschacht Gillet, Kljestan, Vargas (76' Mitrovic) Najar (66' Praet), Cyriac (66' Pollet), Bruno                     |                                                                      |
| 21 februari 2014 20:30 Daknamstadion Lokeren                    | KSC Lokeren                                                     | 2-1                         | RSC Anderlecht                              | Proto Vanden Borre, Kouyaté, Mbemba, Deschacht Najar (74' Pollet), Kljestan, Gillet, Praet Cyriac, Mitrovic                                              | 74' Kljestan 77' Vanden Borre                                        |
| 21 februari 2014 20:30 Daknamstadion Lokeren                    | 40' Harbaoui 47' Vanaken                                        | 1-0 2-0 2-1                 | 57' Odoi (own)                              | Proto Vanden Borre, Kouyaté, Mbemba, Deschacht Najar (74' Pollet), Kljestan, Gillet, Praet Cyriac, Mitrovic                                              | 74' Kljestan 77' Vanden Borre                                        |
| 2 maart 2014 18:00 Constant Vanden Stockstadion Anderlecht      | RSC Anderlecht                                                  | 2-0                         | KRC Genk                                    | Proto Vanden Borre, Kouyaté, Nuytinck, Deschacht Gillet, Mbemba (46' Vargas), Praet Najar, Mitrovic (87' Pollet), Bruno                                  | 45+2' Deschacht                                                      |
| 2 maart 2014 18:00 Constant Vanden Stockstadion Anderlecht      | 63' Mitrovic 90+1' Pollet                                       | 1-0 2-0                     |                                             | Proto Vanden Borre, Kouyaté, Nuytinck, Deschacht Gillet, Mbemba (46' Vargas), Praet Najar, Mitrovic (87' Pollet), Bruno                                  | 45+2' Deschacht                                                      |
| 8 maart 2014 20:00 Den Dreef Leuven                             | Oud-Heverlee Leuven                                             | 1-0                         | RSC Anderlecht                              | Proto Vanden Borre, Kouyaté, Nuytinck, Deschacht Najar, Gillet (75' Cyriac), Bruno Vargas (84' Tielemans), Mitrovic (75' Pollet), Praet                  |                                                                      |
| 8 maart 2014 20:00 Den Dreef Leuven                             | 63' Ruytinx                                                     | 1-0                         |                                             | Proto Vanden Borre, Kouyaté, Nuytinck, Deschacht Najar, Gillet (75' Cyriac), Bruno Vargas (84' Tielemans), Mitrovic (75' Pollet), Praet                  |                                                                      |
| 16 maart 2014 18:00 Constant Vanden Stockstadion Anderlecht     | RSC Anderlecht                                                  | 4-0                         | KV Oostende                                 | Proto Vanden Borre, Kouyaté, Nuytinck, Deschacht Najar, Kljestan, Tielemans, Praet (87' N'Sakala) Mitrovic (84' Cyriac), Pollet (70' Bruno)              | 44' Nuytinck                                                         |
| 16 maart 2014 18:00 Constant Vanden Stockstadion Anderlecht     | 9' Mitrovic 28' Najar 77' Mitrovic 83' Deschacht                | 1-0 2-0 3-0 4-0             |                                             | Proto Vanden Borre, Kouyaté, Nuytinck, Deschacht Najar, Kljestan, Tielemans, Praet (87' N'Sakala) Mitrovic (84' Cyriac), Pollet (70' Bruno)              | 44' Nuytinck                                                         |
| Play-off I                                                      |                                                                 |                             |                                             | |                                                                      |
| 30 maart 2014 18:00 Stade Maurice Dufrasne Luik                 | Standard Luik                                                   | 1-0                         | RSC Anderlecht                              | Proto Vanden Borre, Kouyaté, Nuytinck (80' Mbemba), Deschacht Kljestan (46' Mitrovic), Tielemans, Gillet Najar, Pollet (71' Cyriac), Praet               | 34' Kljestan 90+3' Kouyaté                                           |
| 30 maart 2014 18:00 Stade Maurice Dufrasne Luik                 | 19' Carcela                                                     | 1-0                         |                                             | Proto Vanden Borre, Kouyaté, Nuytinck (80' Mbemba), Deschacht Kljestan (46' Mitrovic), Tielemans, Gillet Najar, Pollet (71' Cyriac), Praet               | 34' Kljestan 90+3' Kouyaté                                           |
| 6 april 2014 20:00 Constant Vanden Stockstadion Anderlecht      | RSC Anderlecht                                                  | 3-0                         | Club Brugge                                 | Proto Vanden Borre, Mbemba, Nuytinck, Deschacht Najar, Tielemans, Kouyaté (77' Kljestan), Praet Cyriac (81' Pollet), Mitrovic (69' N'Sakala)             | 18' Mbemba 87' Najar                                                 |
| 6 april 2014 20:00 Constant Vanden Stockstadion Anderlecht      | 22' Tielemans 32' Cyriac 40' Cyriac                             | 1-0 2-0 3-0                 |                                             | Proto Vanden Borre, Mbemba, Nuytinck, Deschacht Najar, Tielemans, Kouyaté (77' Kljestan), Praet Cyriac (81' Pollet), Mitrovic (69' N'Sakala)             | 18' Mbemba 87' Najar                                                 |
| 11 april 2014 20:30 Daknamstadion Lokeren                       | KSC Lokeren                                                     | 1-2                         | RSC Anderlecht                              | Proto Vanden Borre, Mbemba, Nuytinck, Deschacht Najar, Tielemans, Kouyaté, Praet (80' Gillet) Cyriac (88' Pollet), Mitrovic (76' Bruno)                  | 90+2' Gillet 90+3' Vanden Borre                                      |
| 11 april 2014 20:30 Daknamstadion Lokeren                       | 10' Dutra                                                       | 0-1 1-1 1-2                 | 6' Cyriac 66' Mitrovic                      | Proto Vanden Borre, Mbemba, Nuytinck, Deschacht Najar, Tielemans, Kouyaté, Praet (80' Gillet) Cyriac (88' Pollet), Mitrovic (76' Bruno)                  | 90+2' Gillet 90+3' Vanden Borre                                      |
| 15 april 2014 20:30 Constant Vanden Stockstadion Anderlecht     | RSC Anderlecht                                                  | 0-0                         | Zulte Waregem                               | Proto Gillet, Mbemba, Nuytinck, Deschacht Najar, Kouyaté, Tielemans, Bruno (81' Acheampong) Cyriac (86' Pollet), Mitrovic (76' Vargas)                   | 18' Kouyaté 52' Cyriac 55' Deschacht                                 |
| 15 april 2014 20:30 Constant Vanden Stockstadion Anderlecht     |                                                                 |                             |                                             | Proto Gillet, Mbemba, Nuytinck, Deschacht Najar, Kouyaté, Tielemans, Bruno (81' Acheampong) Cyriac (86' Pollet), Mitrovic (76' Vargas)                   | 18' Kouyaté 52' Cyriac 55' Deschacht                                 |
| 21 april 2014 18:00 Cristal Arena Genk                          | KRC Genk                                                        | 1-0                         | RSC Anderlecht                              | Proto Vanden Borre, Mbemba, Nuytinck (85' Vargas), Deschacht Najar, Kouyaté, Tielemans, Praet Cyriac, Mitrovic (72' Pollet)                              | 83' Praet                                                            |
| 21 april 2014 18:00 Cristal Arena Genk                          | 89' Buffel                                                      | 1-0                         |                                             | Proto Vanden Borre, Mbemba, Nuytinck (85' Vargas), Deschacht Najar, Kouyaté, Tielemans, Praet Cyriac, Mitrovic (72' Pollet)                              | 83' Praet                                                            |
| 27 april 2014 18:00 Constant Vanden Stockstadion Anderlecht     | RSC Anderlecht                                                  | 2-1                         | Standard Luik                               | Proto Vanden Borre, Mbemba, Nuytinck, Deschacht Najar (86' Gillet), Kouyaté, Tielemans, Praet (75' Bruno) Cyriac (84' Acheampong), Mitrovic              | 45+2' Vanden Borre 80' Proto                                         |
| 27 april 2014 18:00 Constant Vanden Stockstadion Anderlecht     | 52' Mbemba 78' Mitrovic                                         | 0-1 1-1 2-1                 | 28' Mbemba (own)                            | Proto Vanden Borre, Mbemba, Nuytinck, Deschacht Najar (86' Gillet), Kouyaté, Tielemans, Praet (75' Bruno) Cyriac (84' Acheampong), Mitrovic              | 45+2' Vanden Borre 80' Proto                                         |
| 4 mei 2014 18:00 Jan Breydelstadion Brugge                      | Club Brugge                                                     | 0-1                         | RSC Anderlecht                              | Proto Vanden Borre, Mbemba, Nuytinck, Deschacht Najar (73' Gillet), Kouyaté, Tielemans, Praet (82' Acheampong) Cyriac (65' Bruno), Mitrovic              | 37' Mitrovic 61' Tielemans 69' Deschacht 90+1' Proto                 |
| 4 mei 2014 18:00 Jan Breydelstadion Brugge                      |                                                                 | 0-1                         | 86' Meunier (own)                           | Proto Vanden Borre, Mbemba, Nuytinck, Deschacht Najar (73' Gillet), Kouyaté, Tielemans, Praet (82' Acheampong) Cyriac (65' Bruno), Mitrovic              | 37' Mitrovic 61' Tielemans 69' Deschacht 90+1' Proto                 |
| 11 mei 2014 18:00 Constant Vanden Stockstadion Anderlecht       | RSC Anderlecht                                                  | 4-0                         | KRC Genk                                    | Proto Vanden Borre, Mbemba (71' Gillet), Nuytinck, Deschacht Najar (82' Acheampong), Kouyaté, Tielemans, Praet Bruno, Cyriac (83' Pollet)                |                                                                      |
| 11 mei 2014 18:00 Constant Vanden Stockstadion Anderlecht       | 16' Bruno 45' Najar 53' Bruno 81' Praet                         | 1-0 2-0 3-0 4-0             |                                             | Proto Vanden Borre, Mbemba (71' Gillet), Nuytinck, Deschacht Najar (82' Acheampong), Kouyaté, Tielemans, Praet Bruno, Cyriac (83' Pollet)                |                                                                      |
| 15 mei 2014 20:30 Regenboogstadion Waregem                      | Zulte Waregem                                                   | 1-2                         | RSC Anderlecht                              | Proto Vanden Borre, Mbemba, Nuytinck, Deschacht Najar (68' Gillet), Kouyaté, Tielemans, Praet Bruno (80' Acheampong), Mitrovic (83' Cyriac)              |                                                                      |
| 15 mei 2014 20:30 Regenboogstadion Waregem                      | 71' Nuytinck (own)                                              | 0-1 0-2 1-2                 | 15' Kouyaté 25' Bruno                       | Proto Vanden Borre, Mbemba, Nuytinck, Deschacht Najar (68' Gillet), Kouyaté, Tielemans, Praet Bruno (80' Acheampong), Mitrovic (83' Cyriac)              |                                                                      |
| 18 mei 2014 14:30 Constant Vanden Stockstadion Anderlecht       | RSC Anderlecht                                                  | 3-1                         | KSC Lokeren                                 | Proto (26' Kaminski) Vanden Borre, Mbemba, Nuytinck, Deschacht Najar, Kouyaté, Tielemans, Praet (84' Acheampong) Bruno (59' Gillet), Mitrovic            | 43' Bruno 54' Vanden Borre 65' Deschacht                             |
| 18 mei 2014 14:30 Constant Vanden Stockstadion Anderlecht       | 19' Mitrovic 59' Mbemba 67' Praet                               | 1-0 1-1 2-1 3-1             | 56' Harbaoui                                | Proto (26' Kaminski) Vanden Borre, Mbemba, Nuytinck, Deschacht Najar, Kouyaté, Tielemans, Praet (84' Acheampong) Bruno (59' Gillet), Mitrovic            | 43' Bruno 54' Vanden Borre 65' Deschacht                             |

### Overzicht
| Speeldag  | 1  | 2 | 3 | 4 | 5  | 6  | 7  | 8  | 9  | 10 | 11 | 12 | 13 | 14 | 15 | 16 | 17 | 18 | 19 | 20 | 21 | 22 | 23 | 24 | 25 | 26 | 27 | 28 | 29 | 30 |  | 1  | 2  | 3  | 4  | 5  | 6  | 7  | 8  | 9  | 10 |
| --------- | -- | - | - | - | -- | -- | -- | -- | -- | -- | -- | -- | -- | -- | -- | -- | -- | -- | -- | -- | -- | -- | -- | -- | -- | -- | -- | -- | -- | -- |  | -- | -- | -- | -- | -- | -- | -- | -- | -- | -- |
| Resultaat | v  | w | w | w | w  | v  | w  | v  | w  | v  | w  | g  | w  | w  | w  | v  | w  | w  | w  | g  | w  | v  | w  | v  | g  | w  | v  | w  | v  | w  |  | v  | w  | w  | g  | v  | w  | w  | w  | w  | w  |
| Punten    | 0  | 3 | 6 | 9 | 12 | 12 | 15 | 15 | 18 | 18 | 21 | 22 | 25 | 28 | 31 | 31 | 34 | 37 | 40 | 41 | 44 | 44 | 47 | 47 | 48 | 51 | 51 | 54 | 54 | 57 |  | 29 | 32 | 35 | 36 | 36 | 39 | 42 | 45 | 48 | 51 |
| Positie   | 11 | 7 | 5 | 5 | 2  | 5  | 4  | 5  | 4  | 5  | 5  | 5  | 5  | 5  | 4  | 5  | 5  | 3  | 2  | 3  | 2  | 2  | 2  | 2  | 3  | 3  | 3  | 3  | 3  | 3  |  | 4  | 4  | 3  | 4  | 4  | 3  | 2  | 1  | 1  | 1  |

### Klassement voor de Play-offs
|        |    |                     | P  | W  | G  | V  | +  | -  | DS  | Ptn |
| ------ | -- | ------------------- | -- | -- | -- | -- | -- | -- | --- | --- |
| PO I   | 1  | Standard Luik       | 30 | 20 | 7  | 3  | 59 | 17 | +42 | 67  |
| PO I   | 2  | Club Brugge         | 30 | 19 | 6  | 5  | 54 | 28 | +26 | 63  |
| PO I   | 3  | RSC Anderlecht      | 30 | 18 | 3  | 9  | 61 | 31 | +30 | 57  |
| PO I   | 4  | SV Zulte Waregem    | 30 | 14 | 11 | 5  | 51 | 38 | +13 | 53  |
| PO I   | 5  | KSC Lokeren OV      | 30 | 15 | 6  | 9  | 48 | 31 | +17 | 51  |
| PO I   | 6  | KRC Genk            | 30 | 14 | 3  | 13 | 42 | 39 | +3  | 45  |
| PO II  | 7  | AA Gent             | 30 | 12 | 8  | 10 | 39 | 37 | +2  | 44  |
| PO II  | 8  | KV Kortrijk         | 30 | 10 | 9  | 11 | 42 | 44 | −2  | 39  |
| PO II  | 9  | KV Oostende         | 30 | 9  | 7  | 14 | 28 | 46 | −18 | 34  |
| PO II  | 10 | Sporting Charleroi  | 30 | 8  | 10 | 12 | 36 | 41 | −5  | 34  |
| PO II  | 11 | Cercle Brugge       | 30 | 9  | 6  | 15 | 29 | 55 | −26 | 33  |
| PO II  | 12 | Lierse SK           | 30 | 9  | 5  | 16 | 36 | 53 | −17 | 32  |
| PO II  | 13 | KV Mechelen         | 30 | 8  | 7  | 15 | 34 | 51 | −17 | 31  |
| PO II  | 14 | Waasland-Beveren    | 30 | 6  | 13 | 11 | 28 | 35 | −7  | 31  |
| PO III | 15 | Oud-Heverlee Leuven | 30 | 6  | 9  | 15 | 30 | 47 | −17 | 27  |
| PO III | 16 | RAEC Mons           | 30 | 6  | 4  | 20 | 29 | 53 | −24 | 22  |

### Klassement Play-off I
|           | #  | Club           | GS | W | G | V | DV | DT | DS  | PTN |
| --------- | -- | -------------- | -- | - | - | - | -- | -- | --- | --- |
| K         | 1. | RSC Anderlecht | 10 | 7 | 1 | 2 | 17 | 6  | +11 | 51  |
| CL        | 2. | Standard Luik  | 10 | 4 | 3 | 3 | 14 | 11 | +3  | 49  |
| EL        | 3. | Club Brugge    | 10 | 5 | 1 | 4 | 16 | 11 | +5  | 48  |
| (barrage) | 4. | Zulte Waregem  | 10 | 4 | 2 | 4 | 16 | 15 | +1  | 41  |
| (beker)   | 5. | KSC Lokeren    | 10 | 2 | 2 | 6 | 14 | 25 | −11 | 34  |
|           | 6. | KRC Genk       | 10 | 2 | 3 | 5 | 10 | 19 | −9  | 32  |

### Statistieken
| Nr. | Naam                 | Wed. |    |   |   |    |    |
| --- | -------------------- | ---- | -- | - | - | -- | -- |
| 1   | Silvio Proto         | 31   | 0  | 2 | 0 | 0  | 2  |
| 2   | Fabrice N'Sakala     | 18   | 1  | 2 | 1 | 3  | 3  |
| 3   | Olivier Deschacht    | 28   | 2  | 4 | 1 | 0  | 2  |
| 6   | Demy de Zeeuw        | 14   | 1  | 2 | 0 | 8  | 3  |
| 7   | Samuel Armenteros    | 2    | 0  | 0 | 0 | 1  | 1  |
| 8   | Luka Milivojević     | 16   | 0  | 6 | 0 | 3  | 6  |
| 9   | Matías Suárez        | 11   | 6  | 1 | 0 | 0  | 4  |
| 10  | Dennis Praet         | 38   | 5  | 3 | 0 | 6  | 14 |
| 11  | David Pollet         | 12   | 2  | 0 | 0 | 10 | 2  |
| 12  | Andy Najar           | 25   | 3  | 2 | 0 | 2  | 6  |
| 13  | Thomas Kaminski      | 9    | 0  | 0 | 0 | 0  | 0  |
| 14  | Bram Nuytinck        | 23   | 1  | 1 | 0 | 1  | 3  |
| 15  | Gohi Bi Zoro Cyriac  | 27   | 4  | 1 | 0 | 12 | 11 |
| 16  | Cheikhou Kouyaté     | 38   | 1  | 4 | 1 | 0  | 3  |
| 17  | Massimo Bruno        | 36   | 10 | 1 | 0 | 8  | 12 |
| 18  | Frank Acheampong     | 24   | 3  | 1 | 0 | 15 | 5  |
| 19  | Sacha Kljestan       | 23   | 8  | 2 | 0 | 2  | 5  |
| 22  | Chancel Mbemba       | 35   | 5  | 4 | 0 | 4  | 2  |
| 29  | Fede Vico            | 0    | 0  | 0 | 0 | 0  | 0  |
| 30  | Guillaume Gillet     | 34   | 4  | 3 | 0 | 7  | 3  |
| 31  | Youri Tielemans      | 29   | 1  | 2 | 0 | 8  | 2  |
| 32  | Leander Dendoncker   | 0    | 0  | 0 | 0 | 0  | 0  |
| 33  | Davy Roef            | 1    | 0  | 0 | 0 | 1  | 0  |
| 37  | Jordan Lukaku        | 2    | 0  | 0 | 0 | 2  | 0  |
| 39  | Anthony Vanden Borre | 27   | 0  | 5 | 2 | 1  | 0  |
| 45  | Aleksandar Mitrović  | 32   | 16 | 4 | 2 | 3  | 12 |
| 70  | Ronald Vargas        | 10   | 2  | 1 | 0 | 6  | 3  |

## UEFA Champions League

### Wedstrijden
| UEFA Champions League                                          |                                         |                     |                                                                            | | |
| Wedstrijddetails                                               | Thuisploeg                              | Uitslag             | Uitploeg                                                                   | Opstelling | Kaarten                                                                                                |
| Groepsfase                                                     |                                         |                     |                                                                            | | |
| 17 september 2013 20:45 Estádio da Luz Benfica                 | Benfica                                 | 2-0                 | RSC Anderlecht                                                             | Proto Gillet, Kouyaté, Mbemba, N'Sakala Kljestan, Milivojevic, De Zeeuw (46' Acheampong) Bruno (79' Praet), Mitrovic (76' Cyriac), Suarez                     | 21' Bruno 34' De Zeeuw 70' Mitrovic 76' Mbemba 89' Suarez                                              |
| 17 september 2013 20:45 Estádio da Luz Benfica                 | 4' Đuričić 30' Luisão                   | 1-0 2-0             |                                                                            | Proto Gillet, Kouyaté, Mbemba, N'Sakala Kljestan, Milivojevic, De Zeeuw (46' Acheampong) Bruno (79' Praet), Mitrovic (76' Cyriac), Suarez                     | 21' Bruno 34' De Zeeuw 70' Mitrovic 76' Mbemba 89' Suarez                                              |
| 2 oktober 2012 20:45 Constant Vanden Stockstadion Anderlecht   | RSC Anderlecht                          | 0-3                 | Olympiakos                                                                 | Kaminski Gillet, Kouyaté, Nuytinck, N'Sakala Tielemans, Kljestan, Praet (74' Acheampong) Bruno, Mitrovic, Suarez                                              | 45' N'Sakala 50' Bruno                                                                                 |
| 2 oktober 2012 20:45 Constant Vanden Stockstadion Anderlecht   |                                         | 0-1 0-2 0-3         | 17' Mitroglou 56' Mitroglou 72' Mitroglou                                  | Kaminski Gillet, Kouyaté, Nuytinck, N'Sakala Tielemans, Kljestan, Praet (74' Acheampong) Bruno, Mitrovic, Suarez                                              | 45' N'Sakala 50' Bruno                                                                                 |
| 23 oktober 2013 20:45 Constant Vanden Stockstadion Anderlecht  | RSC Anderlecht                          | 0-5                 | Paris Saint-Germain                                                        | Kaminski Mbemba, Kouyaté, Nuytinck, N'Sakala Kljestan, Tielemans, Praet (72' Milivojevic) Gillet, Mitrovic (72' Cyriac), Suarez (46' Acheampong)              | 53' N'Sakala                                                                                           |
| 23 oktober 2013 20:45 Constant Vanden Stockstadion Anderlecht  |                                         | 0-1 0-2 0-3 0-4 0-5 | 17' Ibrahimović 22' Ibrahimović 36' Ibrahimović 52' Cavani 62' Ibrahimovic | Kaminski Mbemba, Kouyaté, Nuytinck, N'Sakala Kljestan, Tielemans, Praet (72' Milivojevic) Gillet, Mitrovic (72' Cyriac), Suarez (46' Acheampong)              | 53' N'Sakala                                                                                           |
| 5 november 2013 20:45 Parc des Princes Parijs                  | Paris Saint-Germain                     | 1-1                 | RSC Anderlecht                                                             | Kaminski Vanden Borre, Kouyaté, Mbemba, Deschacht Milivojevic, Kljestan, De Zeeuw (90+1' Nuytinck) Praet (79' Acheampong), Mitrovic (87' Tielemans), N'Sakala | 41' Kljestan 48' Milivojevic 82' Kljestan 90+1' Kaminski                                               |
| 5 november 2013 20:45 Parc des Princes Parijs                  | 70' Ibrahimovic                         | 0-1 1-1             | 68' De Zeeuw                                                               | Kaminski Vanden Borre, Kouyaté, Mbemba, Deschacht Milivojevic, Kljestan, De Zeeuw (90+1' Nuytinck) Praet (79' Acheampong), Mitrovic (87' Tielemans), N'Sakala | 41' Kljestan 48' Milivojevic 82' Kljestan 90+1' Kaminski                                               |
| 27 november 2012 20:45 Constant Vanden Stockstadion Anderlecht | RSC Anderlecht                          | 2-3                 | Benfica                                                                    | Proto Vanden Borre, Mbemba, Nuytinck (73' Vargas), Deschacht (55' Acheampong) Kouyaté, Gillet, Praet Bruno, Mitrovic, N'Sakala                                | 29' Bruno 49' Nuytinck 89' Mitrovic                                                                    |
| 27 november 2012 20:45 Constant Vanden Stockstadion Anderlecht | 18' Mbemba 77' Bruno                    | 1-0 1-1 1-2 2-2 2-3 | 34' Matic 52' Mbemba (own) 90' Rodrigo                                     | Proto Vanden Borre, Mbemba, Nuytinck (73' Vargas), Deschacht (55' Acheampong) Kouyaté, Gillet, Praet Bruno, Mitrovic, N'Sakala                                | 29' Bruno 49' Nuytinck 89' Mitrovic                                                                    |
| 10 december 2013 20:45 Georgios Karaiskákisstadion Piraeus     | Olympiakos                              | 3-1                 | RSC Anderlecht                                                             | Proto Vanden Borre (73' Acheampong), Kouyaté, Mbemba, N'Sakala Kljestan, Gillet, Milivojevic (53' Nuytinck) Najar, Mitrovic, Praet (83' Tielemans)            | 7' Kouyaté 21' Milivojevic 49' Kouyaté 64' Mitrovic 65' Kljestan 71' N'Sakala 88' N'Sakala 90+3' Proto |
| 10 december 2013 20:45 Georgios Karaiskákisstadion Piraeus     | 33' Saviola 58' Saviola 90+5' Domínguez | 1-0 1-1 2-1 3-1     | 39' Kljestan                                                               | Proto Vanden Borre (73' Acheampong), Kouyaté, Mbemba, N'Sakala Kljestan, Gillet, Milivojevic (53' Nuytinck) Najar, Mitrovic, Praet (83' Tielemans)            | 7' Kouyaté 21' Milivojevic 49' Kouyaté 64' Mitrovic 65' Kljestan 71' N'Sakala 88' N'Sakala 90+3' Proto |

Na de uitsluiting van Proto in de uitwedstrijd tegen Olympiakos nam Mitrovic plaats in doel.

### Statistieken
| Nr. | Naam                 | Wed. |   |   |   |   |   |
| --- | -------------------- | ---- | - | - | - | - | - |
| 1   | Silvio Proto         | 3    | 0 | 0 | 1 | 0 | 0 |
| 2   | Fabrice N'Sakala     | 6    | 0 | 2 | 1 | 0 | 0 |
| 3   | Olivier Deschacht    | 2    | 0 | 0 | 0 | 0 | 1 |
| 6   | Demy de Zeeuw        | 2    | 1 | 1 | 0 | 0 | 2 |
| 8   | Luka Milivojević     | 4    | 0 | 2 | 0 | 1 | 1 |
| 9   | Matías Suárez        | 3    | 0 | 1 | 0 | 0 | 1 |
| 10  | Dennis Praet         | 6    | 0 | 0 | 0 | 1 | 4 |
| 12  | Andy Najar           | 1    | 0 | 0 | 0 | 0 | 0 |
| 13  | Thomas Kaminski      | 3    | 0 | 1 | 0 | 0 | 0 |
| 14  | Bram Nuytinck        | 5    | 0 | 1 | 0 | 2 | 1 |
| 15  | Gohi Bi Zoro Cyriac  | 2    | 0 | 0 | 0 | 2 | 0 |
| 16  | Cheikhou Kouyaté     | 6    | 0 | 0 | 1 | 0 | 0 |
| 17  | Massimo Bruno        | 3    | 1 | 3 | 0 | 0 | 1 |
| 18  | Frank Acheampong     | 6    | 0 | 0 | 0 | 6 | 0 |
| 19  | Sacha Kljestan       | 5    | 1 | 1 | 1 | 0 | 0 |
| 22  | Chancel Mbemba       | 5    | 1 | 1 | 0 | 0 | 0 |
| 29  | Fede Vico            | 0    | 0 | 0 | 0 | 0 | 0 |
| 30  | Guillaume Gillet     | 5    | 0 | 0 | 0 | 0 | 0 |
| 31  | Youri Tielemans      | 4    | 0 | 0 | 0 | 2 | 0 |
| 32  | Leander Dendoncker   | 0    | 0 | 0 | 0 | 0 | 0 |
| 33  | Davy Roef            | 0    | 0 | 0 | 0 | 0 | 0 |
| 39  | Anthony Vanden Borre | 3    | 0 | 0 | 0 | 0 | 1 |
| 45  | Aleksandar Mitrović  | 6    | 0 | 3 | 0 | 0 | 2 |
| 70  | Ronald Vargas        | 1    | 0 | 0 | 0 | 1 | 0 |

### Groepsfase speeldag 1
|                                                    |                       |                |                |                                                                            |
| 17 september 2013 Groepsfase UEFA Champions League | Benfica               | 2 – 0          | RSC Anderlecht | Estádio da Luz, Lissabon Toeschouwers: 29.393 Scheidsrechter: Manuel Gräfe |
| 17 september 2013 Groepsfase UEFA Champions League | 4' Đuričić 30' Luisão | Wedstrijdfiche |                | Estádio da Luz, Lissabon Toeschouwers: 29.393 Scheidsrechter: Manuel Gräfe |

| Benfica | Anderlecht |

| Benfica (4–4–2 eenvoudig): |    |                    |         |
|                            |    |                    |         |
| GK                         | 1  | Artur              |         |
| RB                         | 34 | André Almeida      |         |
| CB                         | 4  | Luisão             |         |
| CB                         | 24 | Ezequiel Garay     |         |
| LB                         | 16 | Guilherme Siqueira |         |
| RM                         | 35 | Enzo Pérez         | 27' 69' |
| CM                         | 21 | Nemanja Matić      |         |
| CM                         | 5  | Ljubomir Fejsa     |         |
| LM                         | 50 | Lazar Marković     |         |
| RF                         | 7  | Óscar Cardozo      | 87'     |
| LF                         | 10 | Filip Đuričić      | 75'     |
| Wisselspelers:             |    |                    |         |
|                            |    |                    |         |
| FW                         | 15 | Ola John           | 69'     |
| DF                         | 14 | Maxi Pereira       | 75'     |
| FW                         | 11 | Lima               | 87'     |
| Coach:                     |    |                    |         |
| Jorge Jesus                |    |                    |         |

| Anderlecht (4–3–3 punt naar voren): |    |                     |         |
|                                     |    |                     |         |
| GK                                  | 1  | Silvio Proto        |         |
| RB                                  | 30 | Guillaume Gillet    |         |
| CB                                  | 16 | Cheikhou Kouyaté    |         |
| CB                                  | 22 | Chancel Mbemba      |         |
| LB                                  | 2  | Fabrice N'Sakala    |         |
| CM                                  | 8  | Luka Milivojević    |         |
| CM                                  | 6  | Demy de Zeeuw       | 34' 46' |
| AM                                  | 19 | Sacha Kljestan      | 76'     |
| RW                                  | 17 | Massimo Bruno       | 21' 79' |
| CF                                  | 45 | Aleksandar Mitrović | 70' 76' |
| LW                                  | 9  | Matías Suárez       | 89'     |
| Wisselspelers:                      |    |                     |         |
|                                     |    |                     |         |
| FW                                  | 18 | Frank Acheampong    | 46'     |
| FW                                  | 15 | Cyriac              | 76'     |
| MF                                  | 10 | Dennis Praet        | 79'     |
| Coach:                              |    |                     |         |
| John van den Brom                   |    |                     |         |

### Groepsfase speeldag 2
|                                                 |                |                |                         |                                                                                                |
| 2 oktober 2013 Groepsfase UEFA Champions League | RSC Anderlecht | 0 – 3          | Olympiakos              | Constant Vanden Stockstadion, Anderlecht Toeschouwers: 15.918 Scheidsrechter: Tom Harald Hagen |
| 2 oktober 2013 Groepsfase UEFA Champions League | 25' Mitrović   | Wedstrijdfiche | 17', 56', 72' Mitroglou | Constant Vanden Stockstadion, Anderlecht Toeschouwers: 15.918 Scheidsrechter: Tom Harald Hagen |

| Anderlecht | Olympiakos |

| Anderlecht (4–3–3 punt naar voren): |    |                     |     |
|                                     |    |                     |     |
| GK                                  | 13 | Thomas Kaminski     |     |
| RB                                  | 30 | Guillaume Gillet    |     |
| CB                                  | 16 | Cheikhou Kouyaté    |     |
| CB                                  | 14 | Bram Nuytinck       |     |
| LB                                  | 2  | Fabrice N'Sakala    | 45' |
| CM                                  | 19 | Sacha Kljestan      |     |
| CM                                  | 31 | Youri Tielemans     |     |
| AM                                  | 10 | Dennis Praet        | 74' |
| RW                                  | 17 | Massimo Bruno       | 51' |
| CF                                  | 45 | Aleksandar Mitrović |     |
| LW                                  | 9  | Matías Suárez       |     |
| Wisselspelers:                      |    |                     |     |
|                                     |    |                     |     |
| FW                                  | 18 | Frank Acheampong    | 74' |
| Coach:                              |    |                     |     |
| John van den Brom                   |    |                     |     |

| Olympiakos (4–2–3–1): |    |                     |         |
|                       |    |                     |         |
| GK                    | 16 | Roberto             |         |
| RB                    | 2  | Giannis Maniatis    | 28'     |
| CB                    | 24 | Kostas Manolas      | 36'     |
| CB                    | 23 | Dimitris Siovas     |         |
| LB                    | 88 | Gaëtan Bong         |         |
| CM                    | 8  | Delvin N'Dinga      |         |
| CM                    | 14 | Andreas Samaris     | 24'     |
| RM                    | 99 | Michael Olaitan     | 57'     |
| AM                    | 9  | Javier Saviola      | 66'     |
| LM                    | 79 | Vladimír Weiss      |         |
| CF                    | 11 | Kostas Mitroglou    |         |
| Wisselspelers:        |    |                     |         |
|                       |    |                     |         |
| MF                    | 19 | David Fuster        | 57'     |
| MF                    | 35 | Alejandro Domínguez | 66' 77' |
| DF                    | 20 | José Holebas        | 77'     |
| Coach:                |    |                     |         |
| Míchel                |    |                     |         |

### Groepsfase speeldag 3
|                                                  |                |                |                                           |                                                                                               |
| 23 oktober 2013 Groepsfase UEFA Champions League | RSC Anderlecht | 0 – 5          | PSG                                       | Constant Vanden Stockstadion, Anderlecht Toeschouwers: 18.465 Scheidsrechter: David Fernández |
| 23 oktober 2013 Groepsfase UEFA Champions League |                | Wedstrijdfiche | 17', 22', 36', 62' Ibrahimović 52' Cavani | Constant Vanden Stockstadion, Anderlecht Toeschouwers: 18.465 Scheidsrechter: David Fernández |

| Anderlecht | PSG |

| Anderlecht (4–2–3–1): |    |                     |     |
|                       |    |                     |     |
| GK                    | 13 | Thomas Kaminski     |     |
| RB                    | 22 | Chancel Mbemba      |     |
| CB                    | 16 | Cheikhou Kouyaté    |     |
| CB                    | 14 | Bram Nuytinck       |     |
| LB                    | 2  | Fabrice N'Sakala    | 53' |
| CM                    | 19 | Sacha Kljestan      |     |
| CM                    | 31 | Youri Tielemans     |     |
| RM                    | 30 | Guillaume Gillet    |     |
| AM                    | 10 | Dennis Praet        | 72' |
| LM                    | 9  | Matías Suárez       | 46' |
| CF                    | 45 | Aleksandar Mitrović | 72' |
| Wisselspelers:        |    |                     |     |
|                       |    |                     |     |
| FW                    | 18 | Frank Acheampong    | 46' |
| FW                    | 15 | Cyriac              | 72' |
| MF                    | 8  | Luka Milivojević    | 72' |
| Coach:                |    |                     |     |
| John van den Brom     |    |                     |     |

| PSG (4–3–3 punt naar achteren): |    |                      |     |
|                                 |    |                      |     |
| GK                              | 30 | Salvatore Sirigu     |     |
| RB                              | 23 | Gregory van der Wiel |     |
| CB                              | 5  | Marquinhos           |     |
| CB                              | 13 | Alex                 | 56' |
| LB                              | 17 | Maxwell              |     |
| DM                              | 8  | Thiago Motta         |     |
| CM                              | 24 | Marco Verratti       |     |
| CM                              | 14 | Blaise Matuidi       | 64' |
| RW                              | 9  | Edinson Cavani       |     |
| CF                              | 10 | Zlatan Ibrahimović   |     |
| LW                              | 22 | Ezequiel Lavezzi     | 71' |
| Wisselspelers:                  |    |                      |     |
|                                 |    |                      |     |
| DF                              | 6  | Zoumana Camara       | 56' |
| MF                              | 25 | Adrien Rabiot        | 64' |
| FW                              | 29 | Lucas Moura          | 71' |
| Coach:                          |    |                      |     |
| Laurent Blanc                   |    |                      |     |

### Groepsfase speeldag 4
|                                                  |                 |                |                |                                                                                |
| 5 november 2013 Groepsfase UEFA Champions League | PSG             | 1 – 1          | RSC Anderlecht | Parc des Princes, Parijs Toeschouwers: 43.901 Scheidsrechter: Marijo Strahonja |
| 5 november 2013 Groepsfase UEFA Champions League | 70' Ibrahimović | Wedstrijdfiche | 68' De Zeeuw   | Parc des Princes, Parijs Toeschouwers: 43.901 Scheidsrechter: Marijo Strahonja |

| PSG | Anderlecht |

| PSG (4–3–3 punt naar achteren): |    |                      |     |
|                                 |    |                      |     |
| GK                              | 30 | Salvatore Sirigu     |     |
| RB                              | 23 | Gregory van der Wiel |     |
| CB                              | 5  | Marquinhos           | 62' |
| CB                              | 13 | Alex                 |     |
| LB                              | 17 | Maxwell              |     |
| DM                              | 8  | Thiago Motta         |     |
| CM                              | 24 | Marco Verratti       | 75' |
| CM                              | 14 | Blaise Matuidi       |     |
| RW                              | 29 | Lucas Moura          |     |
| CF                              | 10 | Zlatan Ibrahimović   |     |
| LW                              | 22 | Ezequiel Lavezzi     | 75' |
| Wisselspelers:                  |    |                      |     |
|                                 |    |                      |     |
| DF                              | 2  | Thiago Silva         | 62' |
| FW                              | 27 | Javier Pastore       | 75' |
| FW                              | 7  | Jérémy Ménez         | 75' |
| Coach:                          |    |                      |     |
| Laurent Blanc                   |    |                      |     |

| Anderlecht (4–1–4–1): |    |                      |     |
|                       |    |                      |     |
| GK                    | 13 | Thomas Kaminski      | 90' |
| RB                    | 39 | Anthony Vanden Borre |     |
| CB                    | 22 | Chancel Mbemba       |     |
| CB                    | 3  | Olivier Deschacht    |     |
| LB                    | 2  | Fabrice N'Sakala     |     |
| DM                    | 16 | Cheikhou Kouyaté     |     |
| RM                    | 19 | Sacha Kljestan       | 82' |
| CM                    | 8  | Luka Milivojević     | 48' |
| CM                    | 6  | Demy de Zeeuw        | 90' |
| LM                    | 10 | Dennis Praet         | 79' |
| CF                    | 45 | Aleksandar Mitrović  | 87' |
| Wisselspelers:        |    |                      |     |
|                       |    |                      |     |
| FW                    | 18 | Frank Acheampong     | 79' |
| MF                    | 31 | Youri Tielemans      | 87' |
| DF                    | 14 | Bram Nuytinck        | 90' |
| Coach:                |    |                      |     |
| John van den Brom     |    |                      |     |

### Groepsfase speeldag 5
|                                                   |                      |                |                                         |                                                                                              |
| 21 november 2013 Groepsfase UEFA Champions League | RSC Anderlecht       | 2 – 3          | Benfica                                 | Constant Vanden Stockstadion, Anderlecht Toeschouwers: 16.780 Scheidsrechter: Daniele Orsato |
| 21 november 2013 Groepsfase UEFA Champions League | 18' Mbemba 77' Bruno | Wedstrijdfiche | 34' Matić 52' (e.d.) Mbemba 90' Rodrigo | Constant Vanden Stockstadion, Anderlecht Toeschouwers: 16.780 Scheidsrechter: Daniele Orsato |

| Anderlecht | Benfica |

| Anderlecht (4–3–3 punt naar achteren): |    |                      |         |
|                                        |    |                      |         |
| GK                                     | 1  | Silvio Proto         |         |
| RB                                     | 39 | Anthony Vanden Borre |         |
| CB                                     | 22 | Chancel Mbemba       |         |
| CB                                     | 14 | Bram Nuytinck        | 49' 73' |
| LB                                     | 3  | Olivier Deschacht    | 55'     |
| DM                                     | 16 | Cheikhou Kouyaté     |         |
| CM                                     | 30 | Guillaume Gillet     |         |
| CM                                     | 10 | Dennis Praet         |         |
| RW                                     | 17 | Massimo Bruno        | 29'     |
| CF                                     | 45 | Aleksandar Mitrović  | 89'     |
| LW                                     | 2  | Fabrice N'Sakala     |         |
| Wisselspelers:                         |    |                      |         |
|                                        |    |                      |         |
| FW                                     | 18 | Frank Acheampong     | 55'     |
| MF                                     | 70 | Ronald Vargas        | 73'     |
| Coach:                                 |    |                      |         |
| John van den Brom                      |    |                      |         |

| Benfica (4–2–3–1): |    |                   |     |
|                    |    |                   |     |
| GK                 | 1  | Artur             | 90' |
| RB                 | 14 | Maxi Pereira      |     |
| CB                 | 4  | Luisão            |     |
| CB                 | 24 | Ezequiel Garay    |     |
| LB                 | 34 | André Almeida     | 78' |
| CM                 | 21 | Nemanja Matić     |     |
| CM                 | 5  | Ljubomir Fejsa    |     |
| RM                 | 50 | Lazar Marković    | 90' |
| AM                 | 35 | Enzo Pérez        | 87' |
| LM                 | 20 | Nicolás Gaitán    | 71' |
| CF                 | 11 | Lima              |     |
| Wisselspelers:     |    |                   |     |
|                    |    |                   |     |
| MF                 | 8  | Miralem Sulejmani | 71' |
| FW                 | 19 | Rodrigo           | 87' |
| FW                 | 90 | Ivan Cavaleiro    | 90' |
| Coach:             |    |                   |     |
| Jorge Jesus        |    |                   |     |

### Groepsfase speeldag 6
|                                                   |                                                              |                |                |                                                                                          |
| 10 december 2013 Groepsfase UEFA Champions League | Olympiakos                                                   | 3 – 1          | RSC Anderlecht | Georgios Karaiskákisstadion, Piraeus Toeschouwers: 31.444 Scheidsrechter: Wolfgang Stark |
| 10 december 2013 Groepsfase UEFA Champions League | 33', 58' Saviola 50' Saviola 72' Weiss 90+5' (pen) Domínguez | Wedstrijdfiche | 39' Kljestan   | Georgios Karaiskákisstadion, Piraeus Toeschouwers: 31.444 Scheidsrechter: Wolfgang Stark |

| Olympiakos | Anderlecht |

| Olympiakos (4–2–3–1): |    |                     |     |
|                       |    |                     |     |
| GK                    | 16 | Roberto             |     |
| RB                    | 30 | Leandro Salino      |     |
| CB                    | 24 | Kostas Manolas      |     |
| CB                    | 23 | Dimitris Siovas     |     |
| LB                    | 20 | José Holebas        |     |
| CM                    | 5  | Paulo Machado       | 53' |
| CM                    | 14 | Andreas Samaris     |     |
| RM                    | 26 | Joel Campbell       |     |
| AM                    | 9  | Javier Saviola      | 61' |
| LM                    | 19 | David Fuster        | 89' |
| CF                    | 99 | Michael Olaitan     |     |
| Wisselspelers:        |    |                     |     |
|                       |    |                     |     |
| MF                    | 79 | Vladimír Weiss      | 53' |
| MF                    | 35 | Alejandro Domínguez | 61' |
| MF                    | 8  | Delvin N'Dinga      | 89' |
| Coach:                |    |                     |     |
| Míchel                |    |                     |     |

| Anderlecht (4–3–3 punt naar achteren): |    |                      |       |
|                                        |    |                      |       |
| GK                                     | 1  | Silvio Proto         | 90+3' |
| RB                                     | 39 | Anthony Vanden Borre | 72'   |
| CB                                     | 16 | Cheikhou Kouyaté     | 49'   |
| CB                                     | 22 | Chancel Mbemba       |       |
| LB                                     | 2  | Fabrice N'Sakala     | 88'   |
| DM                                     | 8  | Luka Milivojević     | 53'   |
| CM                                     | 30 | Guillaume Gillet     |       |
| CM                                     | 19 | Sacha Kljestan       |       |
| RW                                     | 12 | Andy Najar           |       |
| CF                                     | 45 | Aleksandar Mitrović  |       |
| LW                                     | 10 | Dennis Praet         | 83'   |
| Wisselspelers:                         |    |                      |       |
|                                        |    |                      |       |
| DF                                     | 14 | Bram Nuytinck        | 53'   |
| FW                                     | 18 | Frank Acheampong     | 72'   |
| MF                                     | 31 | Youri Tielemans      | 83'   |
| Coach:                                 |    |                      |       |
| John van den Brom                      |    |                      |       |

### Eindstand groepsfase Champions League
| Groep C | Groep C             | Groep C | Groep C | Groep C | Groep C | Groep C | Groep C | Groep C | Groep C |
|         |                     | P       | W       | G       | V       | +       | -       | DS      | Ptn     |
| ------- | ------------------- | ------- | ------- | ------- | ------- | ------- | ------- | ------- | ------- |
| 1.      | Paris Saint-Germain | 6       | 4       | 1       | 1       | 16      | 5       | +11     | 13      |
| 2.      | Olympiakos Piraeus  | 6       | 3       | 1       | 2       | 10      | 8       | +2      | 10      |
| 3.      | Benfica             | 6       | 3       | 1       | 2       | 8       | 8       | 0       | 10      |
| 4.      | RSC Anderlecht      | 6       | 0       | 1       | 5       | 4       | 17      | −13     | 1       |

## Beker van België

### Wedstrijden
| Beker van België                                                |                                                                                    |                             |                      | |                            |
| Wedstrijddetails                                                | Thuisploeg                                                                         | Uitslag                     | Uitploeg             | Opstelling | Kaarten                    |
| 1/16 finale                                                     |                                                                                    |                             |                      | |                            |
| 25 september 2013 20:00 Constant Vanden Stockstadion Anderlecht | RSC Anderlecht                                                                     | 7-0                         | KAS Eupen (II)       | Kaminski Vanden Borre, Kouyaté (59' Dendoncker), Nuytinck, Deschacht De Zeeuw, Tielemans, Praet Bruno, Suarez (46' Cyriac), Acheampong (54' Kawaya)                                                            | 45' Vanden Borre           |
| 25 september 2013 20:00 Constant Vanden Stockstadion Anderlecht | 6' Bruno 23' De Zeeuw 35' Acheampong 42' Suarez 50' Tielemans 52' Bruno 74' Cyriac | 1-0 2-0 3-0 4-0 5-0 6-0 7-0 |                      | Kaminski Vanden Borre, Kouyaté (59' Dendoncker), Nuytinck, Deschacht De Zeeuw, Tielemans, Praet Bruno, Suarez (46' Cyriac), Acheampong (54' Kawaya)                                                            | 45' Vanden Borre           |
| 1/8 finale                                                      |                                                                                    |                             |                      | |                            |
| 4 december 2013 20:30 't Kuipje Westerlo                        | KVC Westerlo (II)                                                                  | 2-2 (4-3)                   | RSC Anderlecht       | Kaminski Najar, Kouyaté, Nuytinck, Deschacht (46' N'Sakala) Kljestan, Milivojevic, Tielemans (46' Praet) Bruno, Cyriac (76' Mitrovic), Acheampong Strafschoppen: Praet, Kljestan, Bruno, Milivojevic, Mitrovic | 60' N'Sakala 111' Mitrovic |
| 4 december 2013 20:30 't Kuipje Westerlo                        | 7' MacDonald 101' Trossard                                                         | 1-0 1-1 2-1 2-2             | 48' Bruno 107' Bruno | Kaminski Najar, Kouyaté, Nuytinck, Deschacht (46' N'Sakala) Kljestan, Milivojevic, Tielemans (46' Praet) Bruno, Cyriac (76' Mitrovic), Acheampong Strafschoppen: Praet, Kljestan, Bruno, Milivojevic, Mitrovic | 60' N'Sakala 111' Mitrovic |

### Statistieken
| Nr. | Naam                 | Wed. |   |   |   |   |   |
| --- | -------------------- | ---- | - | - | - | - | - |
| 1   | Silvio Proto         | 0    | 0 | 0 | 0 | 0 | 0 |
| 2   | Fabrice N'Sakala     | 1    | 0 | 1 | 0 | 1 | 0 |
| 3   | Olivier Deschacht    | 2    | 0 | 0 | 0 | 0 | 1 |
| 6   | Demy de Zeeuw        | 1    | 1 | 0 | 0 | 0 | 0 |
| 8   | Luka Milivojević     | 1    | 0 | 0 | 0 | 0 | 0 |
| 9   | Matías Suárez        | 1    | 1 | 0 | 0 | 0 | 1 |
| 10  | Dennis Praet         | 2    | 0 | 0 | 0 | 1 | 0 |
| 12  | Andy Najar           | 1    | 0 | 0 | 0 | 0 | 0 |
| 13  | Thomas Kaminski      | 2    | 0 | 0 | 0 | 0 | 0 |
| 14  | Bram Nuytinck        | 2    | 0 | 0 | 0 | 0 | 0 |
| 15  | Gohi Bi Zoro Cyriac  | 2    | 1 | 0 | 0 | 1 | 1 |
| 16  | Cheikhou Kouyaté     | 2    | 0 | 0 | 0 | 0 | 1 |
| 17  | Massimo Bruno        | 2    | 4 | 0 | 0 | 0 | 0 |
| 18  | Frank Acheampong     | 2    | 1 | 0 | 0 | 0 | 1 |
| 19  | Sacha Kljestan       | 1    | 0 | 0 | 0 | 0 | 0 |
| 22  | Chancel Mbemba       | 0    | 0 | 0 | 0 | 0 | 0 |
| 29  | Fede Vico            | 0    | 0 | 0 | 0 | 0 | 0 |
| 30  | Guillaume Gillet     | 0    | 0 | 0 | 0 | 0 | 0 |
| 31  | Youri Tielemans      | 2    | 1 | 0 | 0 | 0 | 1 |
| 32  | Leander Dendoncker   | 1    | 0 | 0 | 0 | 1 | 0 |
| 33  | Davy Roef            | 0    | 0 | 0 | 0 | 0 | 0 |
| 38  | Andy Kawaya          | 1    | 0 | 0 | 0 | 1 | 0 |
| 39  | Anthony Vanden Borre | 1    | 0 | 1 | 0 | 0 | 0 |
| 45  | Aleksandar Mitrović  | 1    | 0 | 1 | 0 | 1 | 0 |
| 70  | Ronald Vargas        | 0    | 0 | 0 | 0 | 0 | 0 |

## Individuele prijzen
- Jonge Profvoetballer van het Jaar: Youri Tielemans
- Doelman van het Jaar (Gouden Schoen): Silvio Proto

## Afbeeldingen

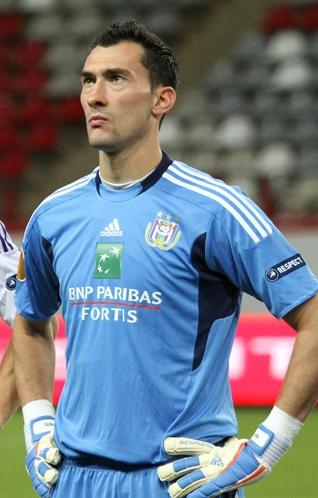
Silvio Proto (doelman)
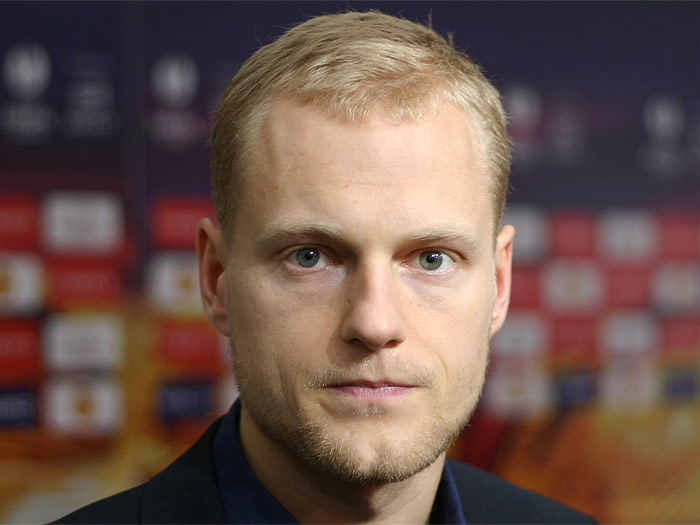
Olivier Deschacht (verdediger)
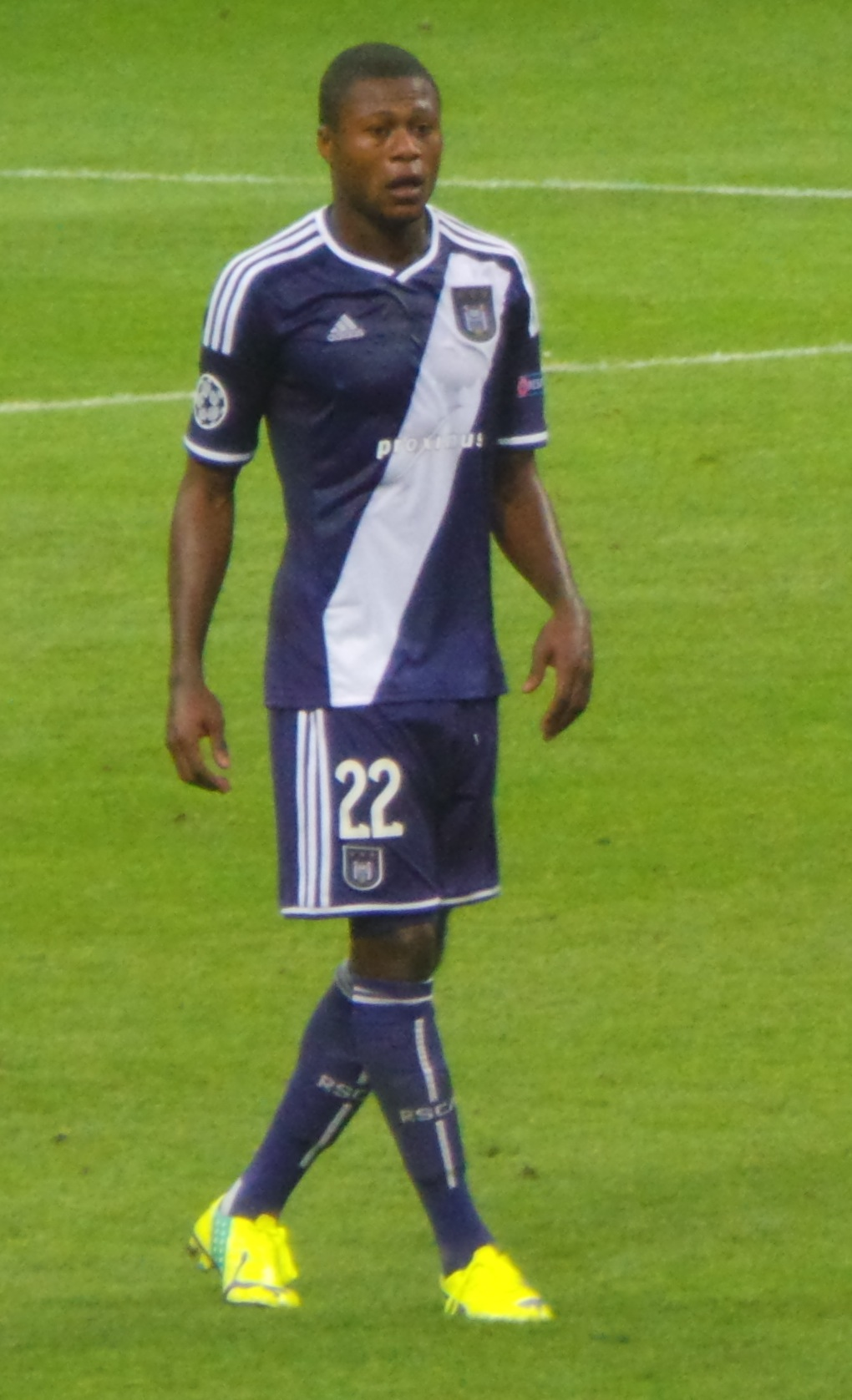
Chancel Mbemba (verdediger)
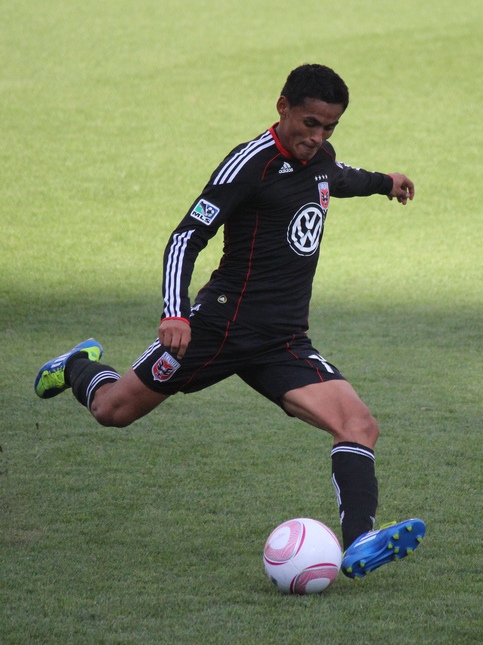
Andy Najar (middenvelder)
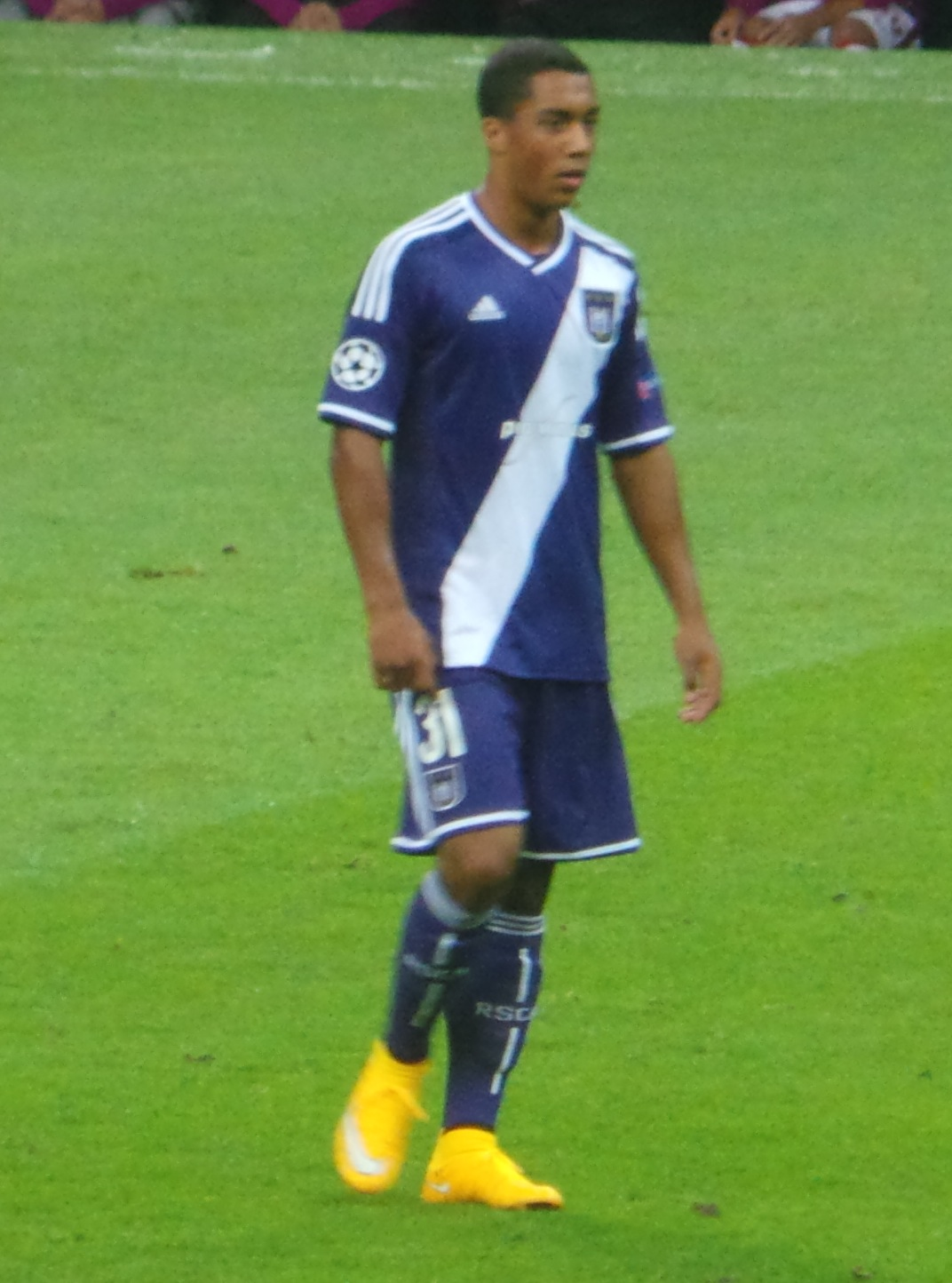
Youri Tielemans (middenvelder)
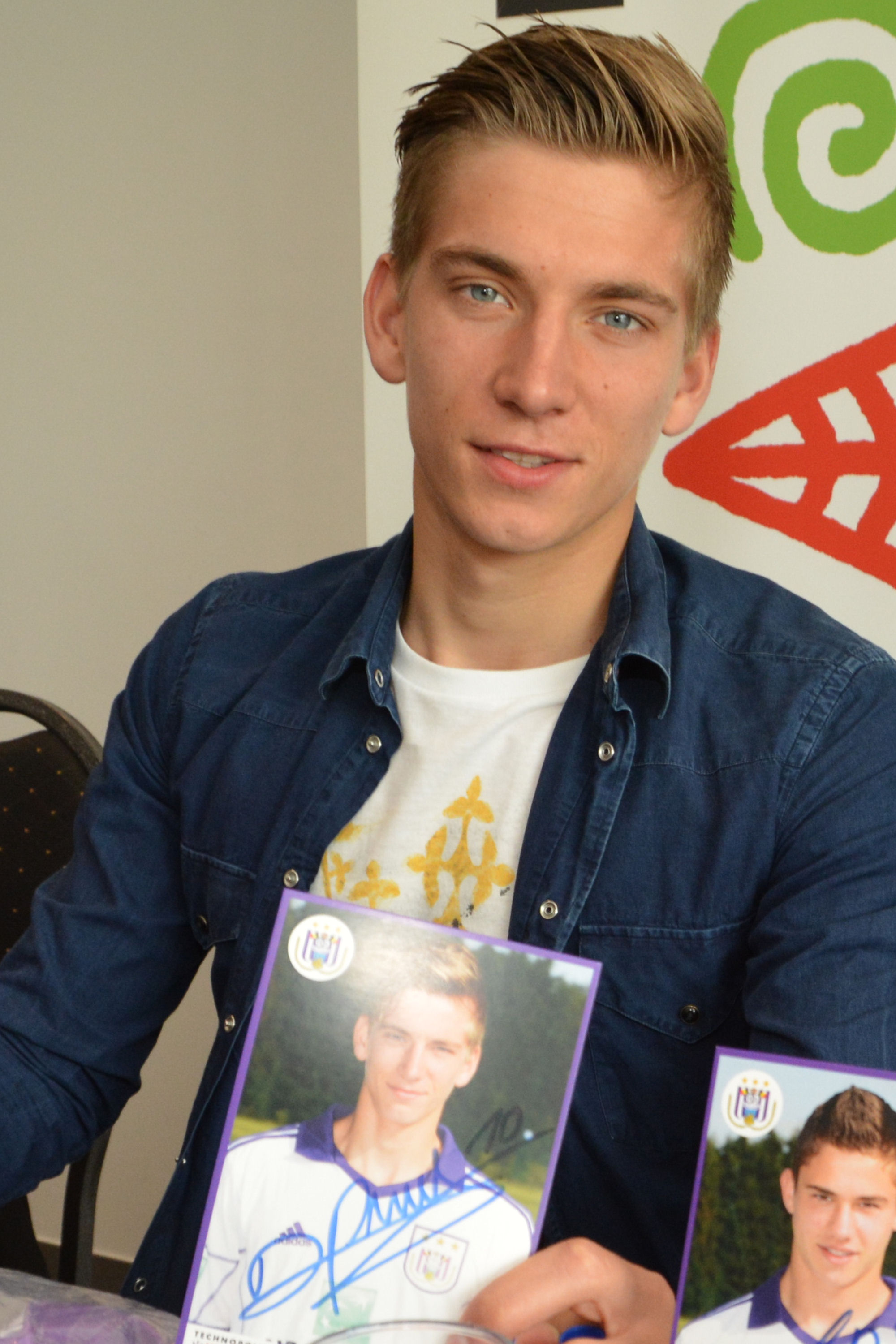
Dennis Praet (middenvelder)
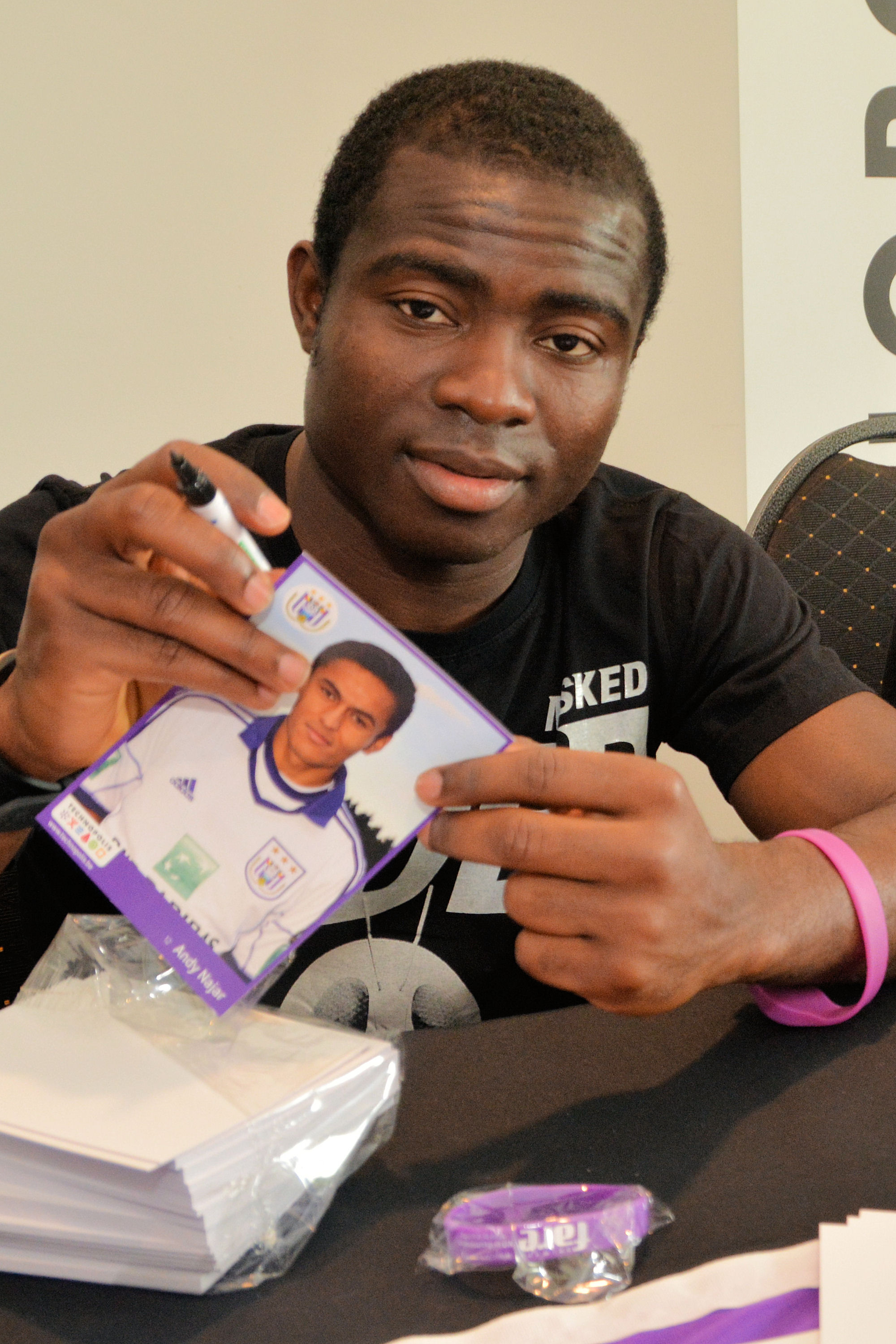
Frank Acheampong (aanvaller)
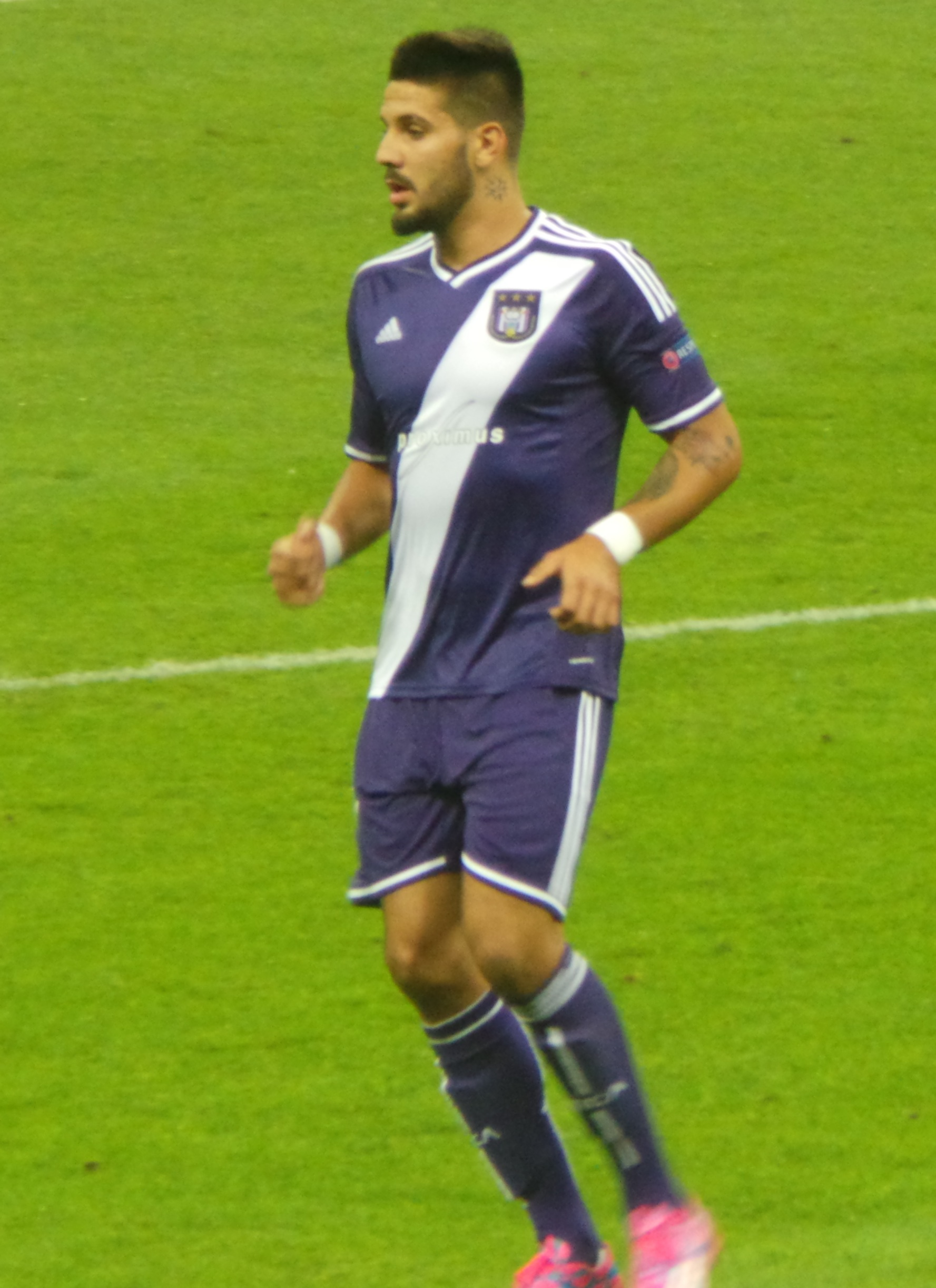
Aleksandar Mitrović (aanvaller)